# Trùng Khánh
Trùng Khánh (tiếng Trung: 重庆市; Hán-Việt: Trùng Khánh thị; bính âm: Chóngqìng shì) là một thành phố lớn ở Tây Nam Trung Quốc và là một trong bốn thành phố trực thuộc trung ương tại Cộng hòa Nhân dân Trung Hoa. Năm 2018, Trùng Khánh là đơn vị hành chính cấp trung ương đông thứ 20 về dân số với 30,7 triệu dân tương đương với Ghana, đứng thứ 17 về kinh tế với GDP danh nghĩa đạt 2.036 tỉ NDT (307,7 tỉ USD) tương đương với Pakistan. Trùng Khánh có chỉ số GDP đầu người xếp thứ 10 tại Trung Quốc, đạt 66.210 NDT (tương ứng với 10.007 USD).
Thành phố trực thuộc trung ương Trùng Khánh được hình thành vào ngày 14 tháng 3 năm 1997 khi nó tách ra từ tỉnh Tứ Xuyên. Đến tháng 11 năm 2010, tổng dân số Trùng Khánh là 28.846.200 người, Trùng Khánh được chia thành 19 khu (quận), 15 huyện, và 4 huyện tự trị.
Giản xưng chính thức của Trùng Khánh là "Du" (渝), nó được Quốc vụ viện phê chuẩn vào ngày 18 tháng 4 năm 1997. Chữ này lấy từ tên cũ của sông Gia Lăng, là sông Du Thủy. Giản xưng này bắt nguồn từ tên cũ của đoạn sông Gia Lăng chảy qua Trùng Khánh rồi hợp vào Trường Giang.
Trùng Khánh cũng từng là một thành phố trực thuộc trung ương của Trung Hoa Dân Quốc, và đóng vai trò là thủ đô thời chiến của chính phủ Quốc dân Đảng trong Chiến tranh Trung-Nhật (1937–1945).
Trùng Khánh là một khu vực quan trọng về lịch sử và văn hóa, thành phố cũng là trung tâm kinh tế của vùng thượng du Trường Giang. Trùng Khánh là một trung tâm sản xuất chính và một đầu mối giao thông của vùng Tây Nam Trung Quốc.

## Lịch sử

### Cổ đại
Tại huyện Vu Sơn của Trùng Khánh, người ta đã phát hiện ra xương hàm và răng của một giống người nguyên thủy, được gọi là người Vu Sơn (Homo erectus wushanensis), cho thấy rằng cách đây từ hơn 2 triệu năm, khu vực Trùng Khánh đã có loài người sinh sống. Đến thời đại đồ đá mới, có những hiện vật đồ gốm màu với chủ yếu là màu đỏ khai quật được tại di chỉ Đại Khê (từ 4400 TCN-3300 TCN, cũng ở huyện Vu Sơn), chịu ảnh hưởng rộng rãi của văn hóa Ngưỡng Thiều tại Trung Nguyên. Di chỉ Ngọc Khê/Ngọc Khê Bình ở huyện Phong Đô (cách nay trên 7000 năm) đại diện cho văn hóa của cư dân bản địa Trùng Khánh vào cuối thời kỳ đồ đá mới, tại di chỉ Ngọc Khê/Ngọc Khê Bình đã phát hiện dấu tích của hoạt động chăn nuôi lợn, làm đồ gốm màu và dệt giản đơn, có thể thấy kinh tế Trùng Khánh vào thời kỳ đồ đá mới đã có sự phát triển nhất định. Tại quận Ba Nam đã phát hiện di chỉ thời đại đồ đá mới lớn nhất tại khu vực đô thị của Trùng Khánh, thuộc tính văn hóa của di chỉ này thuộc về văn hóa Ngọc Khê Bình.

### Tiên Tần
Lãnh thổ nước Ba ban đầu bao gồm các khu vực tại thung lũng Hán Thủy; tuy nhiên sau đó nước Sở đã đẩy lui Ba về phía tây đến bồn địa Tứ Xuyên. Các cuộc xâm lược của Sở đã buộc Ba phải dời đô nhiều lần. Theo Thường Cừ (常璩), các kinh đô hay trung tâm điều hành của Ba bao gồm Giang Châu (Trùng Khánh), Điếm Giang (Hợp Xuyên), và Bình Đô (Phong Đô), kinh đô cuối cùng nằm tại Lãng Trung (閬中). Lãnh thổ nước Ba đông đến Ngư Phục (鱼复, nay là huyện Phụng Tiết), tây đến Phần Tao (焚遭, nay là Nghi Tân), bắc giáp Hán Trung, cực nam là Kiềm Phù, Phục Cái; đại thể tương đương với Trùng Khánh, tây bộ Hồ Bắc, nam bộ Thiểm Tây và đông bộ Tứ Xuyên ngày nay.
Vào thời nhà Thương, mặc dù quân chủ nước Ba mang họ Cơ giống như các quân chủ của vương triều Thương, song giữa hai bên thường xảy ra chiến tranh. Thời Thương vương Vũ Đinh, Thương và Ba rất nhiều lần giao tranh, song bất phân thắng bại, cuối cùng, Vũ Đinh đích thân thống suất cùng nữ tướng Phụ Hảo xuất chinh đánh Ba, huy động dân chúng và gần như toàn bộ binh lực tham chiến. Trong trận đánh với Ba, Phụ Hảo đã dẫn quân bày trận mai phục, chờ quân của Vũ Đinh dánh đuổi quân Ba vào trong vòng mai phục, lập tức xông ra tấn công tiêu diệt, lập được chiến công lẫy lừng, là trận phục kích được ghi chép sớm nhất trong lịch sử Trung Quốc. Ba thua trận và từ đó hai bên kết oán. Cuối thời Thương, khi Chu Vũ Vương đem quân phạt Trụ Vương của triều Thương, Ba đã xuất binh tham gia liên quân phạt Trụ, là một trong những lực lượng chủ lực góp phần diệt Thương, giữ vai trò nổi bật.

### Thời Tần, Hán và Tam Quốc

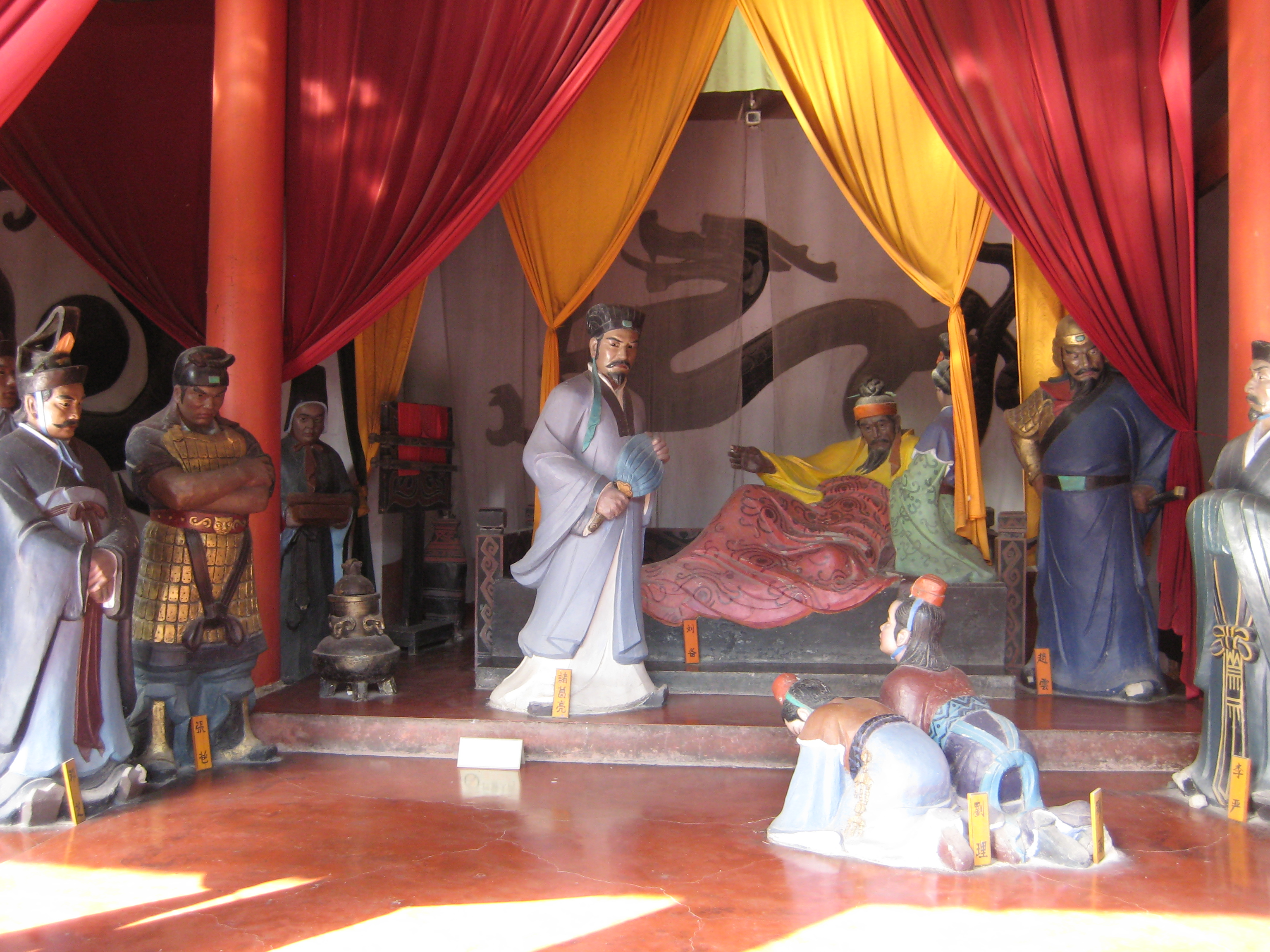
Cảnh tượng mô tả việc Lưu Bị lâm bệnh tại Bạch Đế thành sau khi bại trận trước Đông Ngô. Lưu Bị yêu cầu các con nhận Gia Cát Lượng làm cha nuôi

Nước Ba liên minh với nước Tần khi Tần đánh nước Thục ở phía tây của Ba. Sau khi Thục bị diệt, năm 316 TCN, Tần ngay lập tức chinh phục cựu đồng minh và bắt quân chủ nước Ba. Đến năm 314 TCN, lãnh thổ nước Ba cũ trở thành Ba quận, là một trong 36 quận của Tần, trị sở Ba quận đặt tại Giang Châu thành (nay là Du Trung, Trùng Khánh). Đối với Ba, ban đầu Tần vẫn để tầng lớp trên của nước Ba cũ tiếp tục cai trị trực tiếp và không tiến hành cưỡng bách người Tần di cư quy mô lớn đến lãnh thổ Ba, song tầng lớp này về sau đã bị đẩy ra ngoài lề khi Tần thực hiện chính sách chia để trị.
Năm 206 TCN, sau khi Lưu Bang trở về đất phong là Hán Trung và Ba Thục, vẫn đặt Ba quận như nhà Tần trước đó. Thời Đông Hán, tăng thêm hai quận Phù Lăng và Ba Đông. Cùng với đó, một thành đã được xây mới ở khu vực nay là Giang Bắc Chủy (江北嘴), gọi là Bắc Phủ thành, thái thú Ba quận từng làm việc ở đó.
Cuối thời Tây Hán, nhân lúc thiên hạ có biến loạn, năm 25, Công Tôn Thuật chiếm cứ Ích châu, xưng đế, đặt quốc hiệu là "Thành Gia", lập quốc đô tại Thành Đô. Công Tôn Thuật đặt tên thành trì xây bên khe Cù Đường là "Bạch Đế thành" (nay thuộc Trùng Khánh), cử nhiều binh sĩ phòng thủ. Trong thời gian làm hoàng đế, Công Tôn Thuật tiến hành phát triển nông nghiệp, xây dựng thủy lợi, đem đến cuộc sống no đủ cho cư dân. Cho nên sau khi Công Tôn Thuật qua đời, nhân dân địa phương xây dựng "đền Bạch Đế" trong Bạch Đế thành để tưởng nhớ ông.
Thời Tam Quốc, Trùng Khánh thuộc nước Thục Hán, hiện trên địa bàn thành phố vẫn còn nhiều di sản của thời kỳ này, trong đó có Bạch Đế thành và Trương Phi miếu. Sau khi Thục Hán thất bại trước Đông Ngô trong trận Di Lăng, Lưu Bị phải lui về Bạch Đế thành rồi mất ở đó.

### Thời Lưỡng Tấn và Nam-Bắc triều
Năm 279, khi nhà Tấn tiến hành chiến dịch quyết định nhằm tiêu diệt Đông Ngô, các tướng Đỗ Dự, Vương Tuấn của Tấn đã chỉ huy hạm đội từ Tứ Xuyên xuôi dòng Trường Giang tới Kinh châu. Nhà Tấn sau đó đã chia Ích châu thành ba châu là Lương châu, Ích châu và Ninh châu. Trùng Khánh khi đó thuộc Lương châu. Sau đó khu vực Trùng Khánh thuộc về Tây Tấn, Tiền Tần, Nam triều Tống, Nam triều Lương và Bắc Chu. Quân chủ nước Cừu Trì là Dương Nan Đương (楊難當) đã tấn công và chiếm giữ Lương châu vào năm 433. Mùa xuân năm 434, tướng Lưu Tống là Tiêu Tư Thoại (蕭思話) đánh bại quân của Dương Nan Đương và tái chiếm Lương châu. Năm 441, Dương Nan Đương không sẵn lòng từ bỏ thèm muốn với Lương Châu và Ích Châu nên lại tấn công Lưu Tống, thất bại, ông phải chạy trốn đến Bắc Ngụy. Thời gian này, Trung Nguyên đại loạn, dân cư chạy nạn rất nhiều, khiến văn hóa Trung Nguyên tác động lớn chưa từng thấy đến Tứ Xuyên, trong đó có khu vực Trùng Khánh.

### Thời Tùy, Đường và Tống

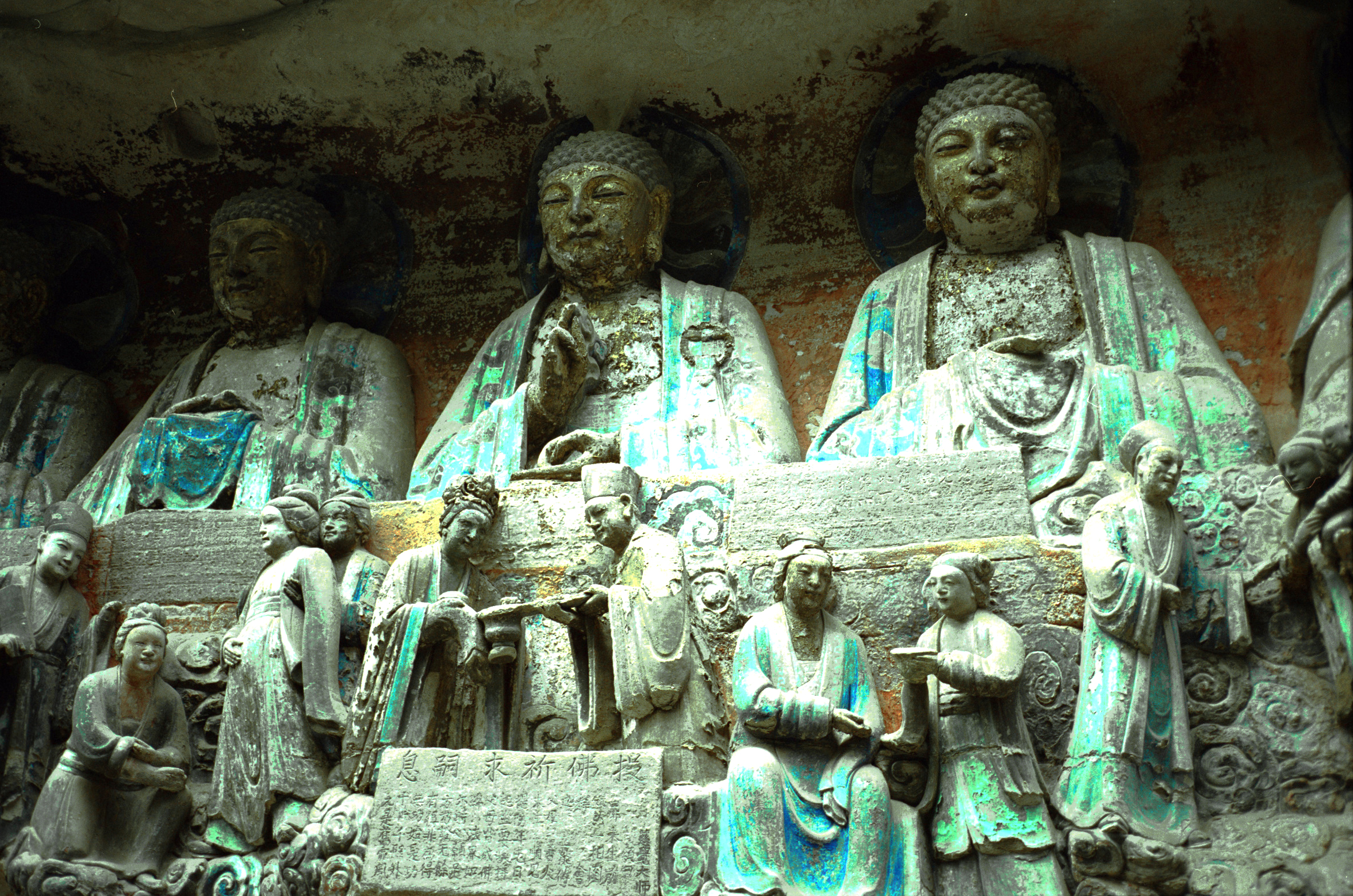
Tượng khắc đá Đại Túc thuộc huyện Đại Túc, bắt đầu được khắc từ thời đầu nhà Đường (650)

Đến năm Khai Hoàng thứ 1 (581) thời Tùy Văn Đế, tại khu vực quanh Du Thủy (tên cũ của sông Gia Lăng), triều đình đổi Sở châu thành Du châu, giản xưng của Trùng Khánh cũng bắt nguồn từ đây. Đến thời Đường, Du châu vẫn tiếp tục tồn tại, thuộc quyền quản lý của Sơn Nam Tây đạo. Đến năm 1102, Tống Huy Tông đổi Du châu thành Cung châu (恭州). Thời Tống, Trùng Khánh thuộc quyền quản hạt của Quỳ Châu lộ, nông nghiệp phát triển và nhân khẩu gia tăng. Khu vực Trùng Khánh khi đó trở thành yếu đạo giao thông giữa Tứ Xuyên với Trung Nguyên và Giang Nam, thủ công nghiệp cũng phát triển nhanh chóng. Tên gọi Trùng Khánh hiện nay được đặt vào năm 1189, do hoàng tử Triệu Đôn (sau là Tống Quang Tông) của triều Nam Tống theo chế độ quy định của hoàng gia phải đến cư trú tại địa phương [Cung châu], sau khi được phụ hoàng Tống Hiếu Tông nhường ngôi, Quang Tông cho rằng việc mình được phong "Cung vương" là "nhất hỉ khánh", được kế thừa hoàng vị lại là "nhất hỉ khánh" nữa, tức là "lưỡng trùng hỉ khánh", vì thế đổi Cung châu thành Trùng Khánh phủ. Tên gọi Trùng Khánh tồn tại đến ngày nay.

### Thời Mông Nguyên

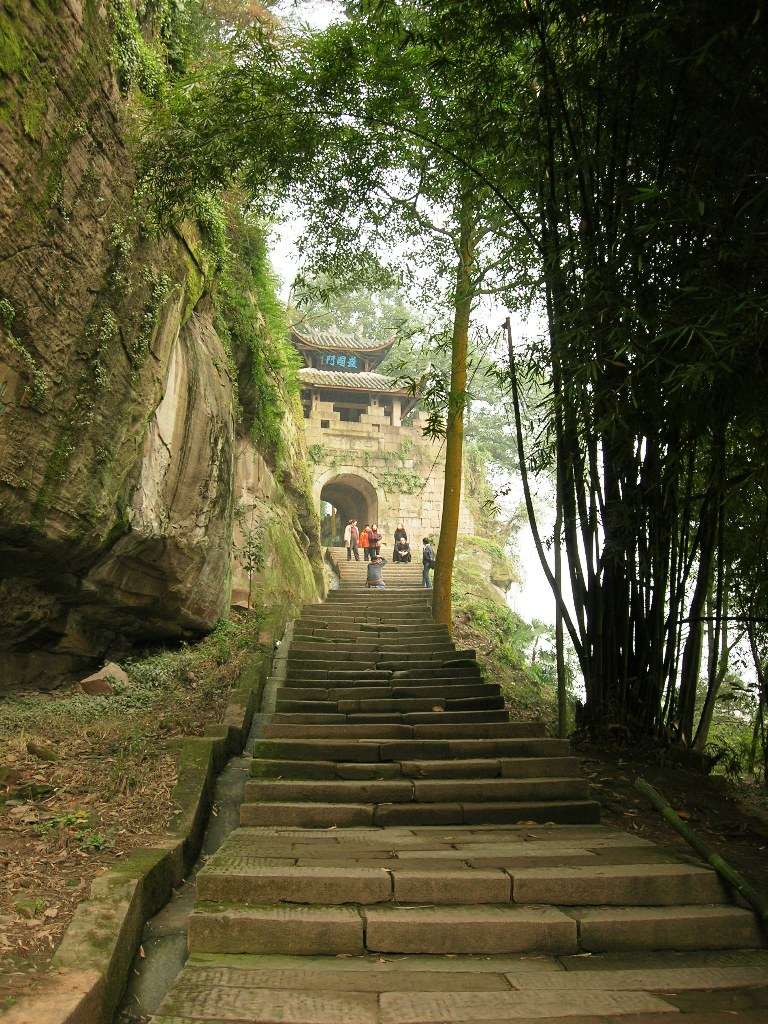
Điếu Ngư thành, nơi quân Mông Cổ-Nam Tống giao chiến ác liệt

Năm 1242, chế trí sử Tứ Xuyên kiêm tri phủ Trùng Khánh là Dư Thủy/Giới (余始/玠) cho xây Điếu Ngư thành (cách khoảng 5 km về phía đông của quận Hợp Xuyên) để chống lại quân Mông Cổ. Mặc dù có quân đội đông đảo tới vài chục nghìn người do đích thân đại hãn Mông Kha chỉ huy nhưng người Mông Cổ không thể chiếm được pháo đài nhỏ này khi đó do Vương Kiên (?-1264) chỉ huy. Vương Kiên thắng nhiều trận, lên tới đỉnh điểm là cái chết của Mông Kha và tướng tiên phong Uông Đức Thần (汪德臣). Dưới thời nhà Nguyên, năm 1362, một lãnh đạo khởi nghĩa nông dân là Minh Ngọc Trân (明玉珍) xưng đế và đặt quốc hiệu Đại Hạ (大夏) tại Trùng Khánh trong một thời gian ngắn. Sau khi Minh Ngọc Trân chết, Minh Thăng (明升) lên kế vị. Đến năm 1371, Chu Nguyên Chương công Thục, diệt nước Đại Hạ. Gia tộc của Minh Thăng bị nhà Minh đưa sang Triều Tiên, được quốc vương Lý Thành Quế phong là "Hoa Thục quân".

### Thời Minh
Trùng Khánh phủ vẫn tồn tại trong thời nhà Minh, khi đó phủ này có 3 châu và 17 huyện. Sau khi nhà Minh công chiếm Trùng Khánh, tường thành sau một thời gian dài chiến loạn đã bị phá hoại, vì thế thành Trùng Khánh đã được trùng tu, thành mới có tới 17 cổng thành, thập chí còn nhiều hơn kinh thành Ứng Thiên (nay là Nam Kinh) của triều Minh (nội thành Nam Kinh ban đầu có 13 cửa thành), song trong đó có 8 cổng chỉ là hình thức, không thể khai quan, thường gọi là "cửu khai bát bế". Từ đó, thành Trùng Khánh không có nhiều thay đổi trong hơn 600 năm thời Minh và Thanh. Năm 1621, Vĩnh Ninh tuyên phủ sứ Xa Sùng Minh (奢崇明) mượn danh nghĩa chi viện Liêu Đông, đưa quân chiếm cứ Trùng Khánh, rồi vây đánh Thành Đô. Xa Sùng Minh đặt niên hiệu là Thụy Ứng, định đô tại Trùng Khánh. Lúc đó, nữ danh tướng Tần Lương Ngọc và em trai Dân Bình về Xuyên, nhân dịp đó đã khiển quân đánh bại Xa Sùng Minh vào năm 1623.

### Thời Thanh
Sau khi nhà Minh bị quân khởi nghĩa của Lý Tự Thành lật đổ, quân khởi nghĩa của Trương Hiến Trung khi bị Tả Lương Ngọc đánh bại vào năm 1640 đã đưa quân nhập Xuyên. Sau đó lại giao chiến với quân của Tả Lương Ngọc song lần này đã thu được chiến thắng. Trương Hiến Trung sau khi tự xưng "Đại Tây vương", kiến lập chính quyền nông dân Đại Tây tại Vũ Xương, lại tiến vào Tứ Xuyên để mưu sự lâu dài. Ngày 4 tháng 7 năm 1644, Trương Hiến Trung mệnh cho Lưu Đình Cử giữ Trùng Khánh, tự mình đưa quân đi đánh thủ phủ của Tứ Xuyên là Thành Đô. Ngày 16 tháng 11 cùng năm, Trương Hiến Trung đã xưng đế tại Thành Đô, đặt quốc hiệu là Đại Tây, đổi niên hiệu là Đại Thuận, lấy Thành Đô làm Tây kinh. Để đáp lại sự kháng cự của giới tinh hoa bản địa, Trương Hiến Trung đã cho thảm sát một lượng lớn cư dân bản địa. Không lâu sau, tướng lĩnh nhà Minh là Tằng Anh, Lý Chiêm Xuân, Vu Đại Hải, Vương Tường, Dương Triển, Tào Huân... các nơi nối nhau tụ tập binh mã, tập kích quân đội Đại Tây, giết chết quan viên Đại Tây ở địa phương. Sau khi quân Thanh nhập quan và Nam Minh diệt vong, đầu năm Đại Thuận thứ 3 (1646), nhà Thanh phái Túc thân vương Hào Cách làm Tĩnh Viễn đại tướng quân và Ngô Tam Quế thống soái đại quân Mãn Hán tiến đánh quân đội nông dân Đại Tây. Tháng 7, vì muốn lên Thiểm Tây ở phía bắc nhằm chống lại quân Thanh, Trương Hiến Trung quyết định rời bỏ Thành Đô, tuy nhiên, quân khởi nghĩa đã thất bại.
Thời Minh mạt Thanh sơ, do hậu quả của thảm sát cũng như những năm hỗn loạn sau khi người Mãn nhập quan, dân số Tứ Xuyên lại suy giảm mạnh, cần có một lượng người nhập cư lớn từ các tỉnh khác. Do đó, triều đình Nhà Thanh từ đời Thuận Trị đến thời Càn Long đã tiến hành vận động di dân trên quy mô lớn đến Tứ Xuyên, sử sách gọi là "Hồ Quảng điền Tứ Xuyên", kéo dài trên 100 năm.
Năm Quang Tự thứ 2 (1867), Anh Quốc đã lấy cớ sự kiện Margary để cưỡng ép triều đình nhà Thanh ký vào Điều ước Yên Đài, điều ước quy định rằng phải cho phái viên Anh Quốc trú ngụ tại Trùng Khánh phủ của Tứ Xuyên cùng một số điều khoản thương mại khác. Tháng 3 năm 1890, nhà Thanh và Anh Quốc lại tiếp tục có thỏa thuận mới, trong đó quy định Trùng Khánh là một cảng thông thương, thương nhân Anh được quyền dùng thuyền của Trung Quốc hay dùng thuyền Trung Quốc của họ để qua lại giữa Nghi Xương và Trùng Khánh. Tháng 1 năm 1891, hải quan Trùng Khánh chính thức khai quan thu thuế, đánh dấu việc Trùng Khánh chính thức mở cửa. Đến năm 1895, Lý Hồng Chương và đại diện chính phủ Nhật Bản là Ito Hirobumi đã ký kết hiệp ước Shimonoseki, trong đó quy định Trùng Khánh là một cảng thông thương hiệp ước (cùng với Hàng Châu, Tô Châu và Sa Thị). Tháng 2 năm 1898, chiếc thuyền hơi nước đầu tiên đã đến Trùng Khánh.
Từ năm 1897, nhà tư tưởng theo chủ nghĩa cải lương là Tống Dục Nhân (宋育仁) đã sáng lập tờ báo đầu tiên của Tứ Xuyên là "Du báo", truyền truyền tư tưởng duy tân. "Du báo" bị đình bản vào tháng 4 năm 1898. Tác giả cuốn sách Cách mạng quân, Trâu Dung (邹容), được sinh ra tại Trùng Khánh, ngày nay tuyến đường quanh bia giải phóng ở Trùng Khánh được gọi là Trâu Dung lộ. Năm 1903, tổ chức cách mạng đầu tiên của giai cấp tư sản dân tộc tại Tứ Xuyên, Công Cường hội, đã được thành lập tại Trùng Khánh. Năm 1905, Đồng minh hội Trung Quốc đã được thành lập tại Tokyo, Nhật Bản, đại biểu của Công cường hội là Đồng Hiến Chương (童宪章) và Trần Sùng Công (陈崇功) đã gia nhập Đồng minh hội tại Nhật Bản. Sau đó theo lời Tôn Trung Sơn, họ đã trở về Trùng Khánh để thành lập chi bộ Trùng Khánh của Đồng minh hội. Sau khởi nghĩa Vũ Xương vào năm 1911, chi bộ Trùng Khánh của Đồng minh hội đã phát động khởi nghĩa. Đến ngày 23 tháng 11 năm đó đã thành lập chính phủ Thục quân.

### Thời Trung Hoa Dân Quốc
Đến ngày 11 tháng 3 năm 1912, hai chính thể quân phiệt Thành Đô và Trùng Khánh hợp nhất, thành lập Tứ Xuyên đô đốc phủ của Trung Hoa Dân Quốc. Năm 1913, chính phủ quân sự Tứ Xuyên đã phế bỏ các phủ và thiết lập các đạo, khi đó, Trùng Khánh phủ bị phế để thành lập Xuyên Đông đạo, Xuyên Đông đạo gồm tới 36 huyện là Ba, Giang Tân, Trường Thọ, Kì Giang, Nam Xuyên, Vĩnh Xuyên, Vinh Xương, Đồng Lương, Đại Túc, Bích Sơn, Vũ Thắng, Hiệp Xuyên, Giang Bắc, Phụng Tiết, Vu Khê, Vu Sơn, Vân Dương, Vạn, Khai, Đạt, Tuyên Hán, Khai Giang, Cừ, Đại Trúc, Vạn Nguyên, Trung, Phong Đô, Điếm Giang, Lương Sơn, Dậu Dương, Tú Sơn, Kiềm Giang, Bành Thủy, Thạch Chủ, Thành Khẩu, Phù Lăng. Ngoại trừ huyện Đồng Nam ra thì toàn bộ Trùng Khánh ngày nay thuộc Xuyên Đông đạo.
Năm 1921, Lưu Tương đã thiết lập Thương phụ đốc biện xứ tại Trùng Khánh., bổ nhiệm Dương Sâm (楊森) là đốc biện, chuẩn bị thành lập chính quyền thành phố. Khi đó, phạm vi của thành phố Trùng Khánh vẫn chưa được quy định rõ, bao gồm khu vực dân cư huyện thành của Ba, tức bán đảo Du Trung hiện nay và khu vực phụ cận huyện thành của Giang Bắc. Năm 1922, Thương phụ đốc biện sứ được cải thành thị chính công thự. Năm 1926, lại cải thành Thương phụ đốc biện công thự, mở rộng thành phố, bắt đầu tiến hành xây dựng thành thị. Năm 1927, lại đổi Thương phụ đốc biện công thự thành thị chính thính, Phan Văn Hoa (潘文华) nhậm chức thị trưởng, hoạch định khu vực đô thị của Trùng Khánh nằm ở cả đôi bờ của cả hai con sông với chiều dài 30 lý, song vẫn chưa có ranh giới xác định. Năm 1929, Trùng Khánh tách khỏi Ba huyện, chính thức lập thành phố, trở thành "tỉnh hạt thị", thị trưởng là Phan Văn Hoa.
Từ năm 1916 đến 1935, trước khi được thăng làm "viện hạt thị" (trực thuộc Hành chính viện), người ta đã bảy lần thiết lập tại Trùng Khánh các cơ quan như hành thự tỉnh trưởng Tứ Xuyên, công thự tỉnh trưởng Tứ Xuyên, công tự đốc quân Tứ Xuyên, chính phủ tỉnh Tứ Xuyên. Đương thời, Trùng Khánh là trung tâm chính trị trên thực tế của Tứ Xuyên. Năm 1936, Trùng Khánh trở thành một viện hạt thị do tỉnh Tứ Xuyên nhân danh chính phủ trung ương quản lý.
Ngày 5 tháng 5 năm 1939, chính phủ Quốc dân Nam Kinh đã ban lệnh thăng Trùng Khánh thành thành phố hạng nhất, viện hạt trị trung ương. Trùng Khánh trở thành viện hạt thị trung ương thứ 6 sau Nam Kinh, Thượng Hải, Thiên Tân, Thanh Đảo và Bắc Bình, địa hạt của Trùng Khánh lúc đó nói chung bao gồm khu trung tâm đô thị của Trùng Khánh hiện nay, tức là các quận Du Trung, Cửu Long Pha, Sa Bình Bá cùng với Giang Bắc, Nam Ngạn. Thành phố Bắc Bội (nay là quận Bắc Bội của Trùng Khánh), ở ngay phía bắc trung tâm đô thị hiện nay của thành phố, được xem là "bồi đô của bồi đô" do có nhiều cơ quan và dân chúng của Trùng Khánh chuyển đến nhằm tránh bom Nhật.
Sau hội chiến Tùng Hỗ, Quốc quân Trung Hoa Dân Quốc lâm vào thế bị động trước quân Nhật. Tháng 7 năm 1947, chính phủ Trung Hoa Dân Quốc ban bố "Tuyên ngôn Chính phủ Quốc dân di trú Trùng Khánh", xác định Trùng Khánh là thủ đô thời chiến. Sau đó chính phủ Quốc dân đã triệt thoái đến Trùng Khánh với quân đội, tài sản và các văn kiện quan trọng. Tháng 9 năm 1937, Lưu Tương đã dẫn Xuyên quân tiến vào tô giới Nhật tại Trùng Khánh, tuyên bố thu phục tô giới. Năm 1938, đại sứ quán của các nước Anh, Mỹ, Pháp, Bỉ, Đức, Thụy Sĩ tại Trung Hoa Dân Quốc cũng di dời đến Trùng Khánh. Năm 1940, Trung Hoa Dân Quốc lại tái khẳng định Trùng Khánh là "bồi đô" (tức thủ đô phụ)., tách hoàn toàn khỏi tỉnh Tứ Xuyên. Đến tháng 12 năm 1941, chính phủ Trung Hoa Dân Quốc tại Trùng Khánh tuyên chiến với Đức Quốc xã, đại sứ quán Đức tại Trùng Khánh đóng cửa.
Từ năm 1937 đến 1944, khi Trùng Khánh là thủ đô thời chiến của Trung Hoa Dân Quốc, đã có hàng triệu người từ các khu vực trung hạ du Trường Giang di cư đến khu vực xung quanh thành phố, những người này được cư dân Trùng Khánh bản địa gọi là "Hạ giang nhân". Đồng thời, có đến hàng vạn xí nghiệp, trường học, gần 8 vạn tấn vàng cũng được chuyển đến Trùng Khánh. Trong thời chiến tranh, Trùng Khánh là trung tâm chính trị, kinh tế, văn hóa của Trung Quốc, là trung tâm chỉ huy của chiến tranh chống phát xít tại vùng Viễn Đông. Theo thống kê, máy bay Nhật Bản đã oanh tạc Trùng Khánh tổng cộng 218 lần, với 9.513 lượt phi cơ, sát hại 11.889 người và làm bị thương 14.100 người dân thành phố, phá hủy 17.608 ngôi nhà, trong đó có 30 trường học bị oanh tạc. Nhờ thành phố nằm trong vùng bồn địa có nhiều sương mù nên nhiều cư dân Trùng Khánh đã thoát nạn trong các vụ oanh tạc này. Năm 1945, chiến tranh Trung-Nhật kết thúc, chính phủ Quốc dân trở về Nam Kinh. Tuy nhiên, Trùng Khánh vẫn được chính phủ này quy định là "bồi đô" vĩnh cửu. Sau khi Quốc Dân đảng triệt thoái đến Đài Loan, về phương diện pháp luật, Trung Hoa Dân Quốc vẫn duy trì địa vị bồi đô vĩnh viễn của Trùng Khánh.

### Nội chiến Quốc-Cộng

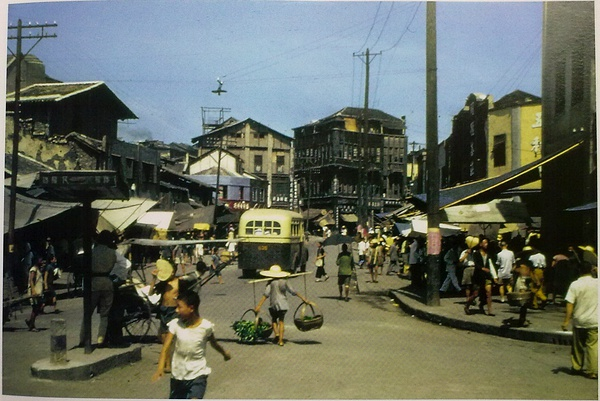
Quang cảnh đường sá ở Trùng Khánh, 1944

Sau khi giành được thắng lợi trong chiến tranh Trung-Nhật, để tránh xảy ra nội chiến và tạo lập hòa bình, chính phủ Quốc dân của Trung Hoa Quốc Dân đảng và lực lượng Đảng Cộng sản Trung Quốc đã đàm phán hòa bình trong suốt 43 ngày tại Trùng Khánh, lịch sử gọi là "đàm phán Trùng Khánh".
Ngày 10 tháng 2 năm 1946, tại Giác Trường Khẩu của Trùng Khánh khi cử hành "Lễ kỉ niệm đại hội thành công Hội nghị Hiệp thương Chính trị" đã phát sinh sự kiện náo loạn, Lý Công Phác (李公朴) và Thi Phục Lượng (施复亮) được cho là đã bị đặc vụ Quốc Dân đảng đánh đập. Quách Mạt Nhược (郭沫若), Đào Hành Tri (陶行知), Chương Nãi Khí (章乃器) cùng các nhà báo và hội viên, tổng cộng hơn 60 người đã bị "đả thương". Chính quyền Trung Quốc về sau gọi đây là "Huyết án Giác Trường Khẩu", còn phía Trung Hoa Dân Quốc gọi đây là "Sự kiện Giác Trường Khẩu".
Ngày 2 tháng 9 năm 1949, Trùng Khánh xảy ra hỏa hoạn lớn, lửa cháy lên tới 18 giờ, gần 10.000 người thiệt mạng, Quốc Dân đảng cho rằng Cộng sản đảng đã phóng hỏa. Ngày 9 cùng tháng, hỏa hoạn lớn ở rìa nam thành phố đã đốt cháy hơn 80 ngôi nhà. Ngày 11 tháng 10 năm 1949, chính quyền Dân Quốc tuyên bố sẽ lần thứ hai triệt thoái đến Trùng Khánh vào ngày 15 tháng 10.
Ngày 1 tháng 11 năm 1949, quân Giải phóng Nhân dân Trung Quốc bắt đầu tiến hành chiến dịch Nam Tuyền nhằm công chiếm Trùng Khánh, Ngày 27 tháng 11 năm 1949, Trung ương Quốc Dân đảng trực tiếp lệnh cho cơ quan "Trung thống" tiến hành "tối hậu giải quyết" đối vời tù nhân chính trị cộng sản giam giữ tại Tra Chỉ động (渣滓洞) và Bạch Công quán (白公馆), hơn 400 tù nhân chính trị cộng sản bị hành quyết, về sau gọi là "sự kiện 27/11". Ngày 28 tháng 11 năm 1949, chính phủ Dân Quân triệt thoái từ Trùng Khánh đến Thành Đô, hai ngày sau thì thành phố thuộc về Trung Quốc.

### Thời Cộng hòa Nhân dân Trung Hoa
Ngày 30 tháng 11 năm 1949, Giải phóng quân Nhân dân Trung Quốc tiến vào Trùng Khánh, sau đó Trùng Khánh là nơi đặt Uỷ ban Quân chính Tây Nam (một năm rưỡi sau bị bãi bỏ), là trực hạt thị trung ương, các thể chế khu vực Tây Nam của chính quyền Trung ương cũng đặt tại Trùng Khánh. Tháng 6 năm 1952, sau 2 năm thi công, tuyến đường sắt từ thủ phủ Thành Đô của tỉnh Tứ Xuyên đến trực hạt thị Trùng Khánh đã hoàn thành, đây là tuyến đường sắt đầu tiên được xây dựng sau năm 1949. Tháng 7 năm 1954, chính phủ Trung Quốc bãi bỏ đại khu Tây Nam và hành thự khu Xuyên Đông, thủ phủ của hành thự khu Xuyên Đông là thành phố Bắc Bội được sáp nhập vào Trùng Khánh, đồng thời Trùng Khánh bị hạ cấp thành "tỉnh hạt thị", lại sáp nhập vào Tứ Xuyên. Trong ba năm xảy ra nạn đói lớn (1959-1961), Đạt huyện và Trùng Khánh là những nơi chịu ảnh hưởng nghiêm trọng nhất, số người chết đói của hai địa phương là 6,42 triệu người, chiếm 37% tổng dân số Đạt huyện và Trùng Khánh khi đó.

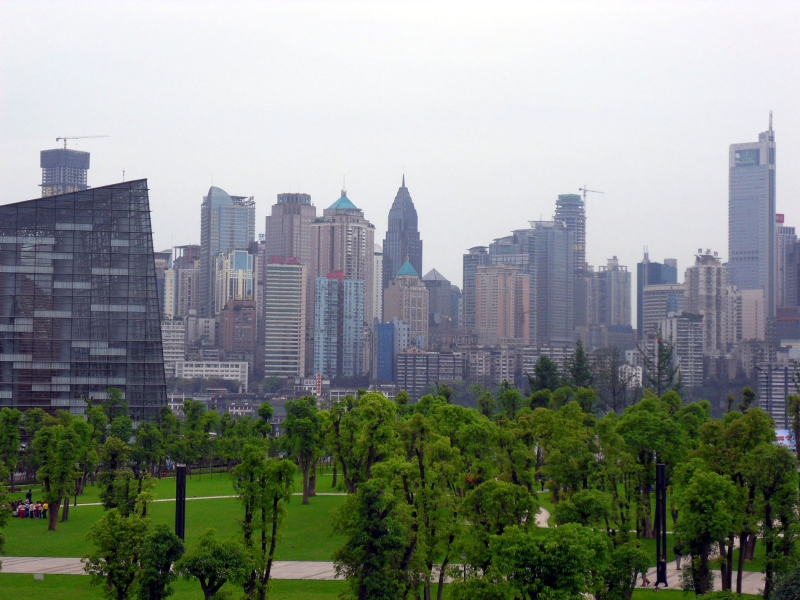
Ảnh quận Du Trung vào năm 2010

Năm 1964, sau khi nổ ra sự kiện vịnh Bắc Bộ, chính phủ Trung Quốc quyết định bắt đầu xây dựng Tam tuyết kiến thiết (xây dựng tuyến phòng thủ thứ ba), trong đó Trùng Khánh là thành phố trung tâm. Trong bốn năm từ 1964 đến 1968, có trên 270.000 công nhân viên chức từ Thượng Hải, Giang Tô và khu vực Đông Bắc di dời đến "Tam tuyến", họ chiếm trên 1/4 số công nhân viên chức tại các xí nghiệp ở Trùng Khánh lúc đó. Lần lượt vào năm 1965 và 1979, hai công trình đường sắt trọng điểm của Tam tuyến kiến thiết là đường sắt Xuyên-Kiềm và đường sắt Tương-Du đã thông tuyến. Vào năm 1975, số công nhân viên chức nhập cư tại Trùng Khánh đạt mức cao nhất với tổng số 435.000 người, chiếm 1/4 nhân khẩu thành phố Trùng Khánh lúc đó. Trong Đại Cách mạng Văn hóa, tại Trùng Khánh đã diễn ra nhiều hoạt động bạo lực, các khu công nghiệp bị phá hoại nghiêm trọng, một bộ phận các khu phố trở thành bình địa, hiện nay công viên Sa Bình Bá ở Trùng Khánh là nơi duy nhất tại Trung Quốc còn giữ lại mộ viên Hồng vệ binh. Năm 1982, 8 huyện của địa khu Vĩnh Xuyên được sáp nhập vào Trùng Khánh, khi đó đã bắt đầu có kế hoạch biến Trùng Khánh trở thành một thành phố độc lập. Năm 1992, Trùng Khánh mở rộng đô thị mạnh mẽ ra khu vực đất dự trữ ở vùng ven sông. Tháng 9 năm 1996, chính phủ Trung ương Trung Quốc phê chuẩn việc Trùng Khánh quản lý Vạn Huyện, Phù Lăng và Kiềm Giang của tỉnh Tứ Xuyên.
Ngày 14 tháng 3 năm 1997, tại hội nghị thứ năm của Đại hội đại biểu Nhân dân toàn quốc lần thứ VIII, đã thông qua việc hợp nhất các thành phố Trùng Khánh, thành phố Vạn Huyện, thành phố Phù Lăng và địa khu Kiềm Giang thuộc tỉnh Tứ Xuyên thành "trực hạt thị" Trùng Khánh. Ngày 18 tháng 6 cùng tháng, chính quyền trực hạt thị Trùng Khánh chính thức hình thành. Ngày 16 tháng 1 năm 2009, Quốc vụ viện đã xác định Trùng Khánh là một khu thí nghiệm cải cách toàn diện đô thị và nông thôn quốc gia.
Thập kỉ đầu tiên của thế kỷ XXI, Trùng Khánh bị mang tiếng xấu với tình trạng tội phạm có tổ chức và tham nhũng. Năm 2009, chính quyền thành phố dưới sự lãnh đạo của Bí thư thị ủy Bạc Hy Lai đã tiến hành một cuộc trấn áp lớn, bắt giữ 4.893 người bị nghi là thành phần xã hội đen, 'ngoài vòng pháp luật và các cán bộ tham nhũng, khiến người ta lạc quan rằng thời kỳ này đã kết thúc. Năm 2012, đã xảy ra sự kiện Vương Lập Quân, sau đó là việc Bí thư thị ủy Trùng Khánh Bạc Hy Lai phải rời khỏi chức vụ, nhận được sự quan tâm cao của dư luận trong và ngoài Trung Quốc.

## Địa lý

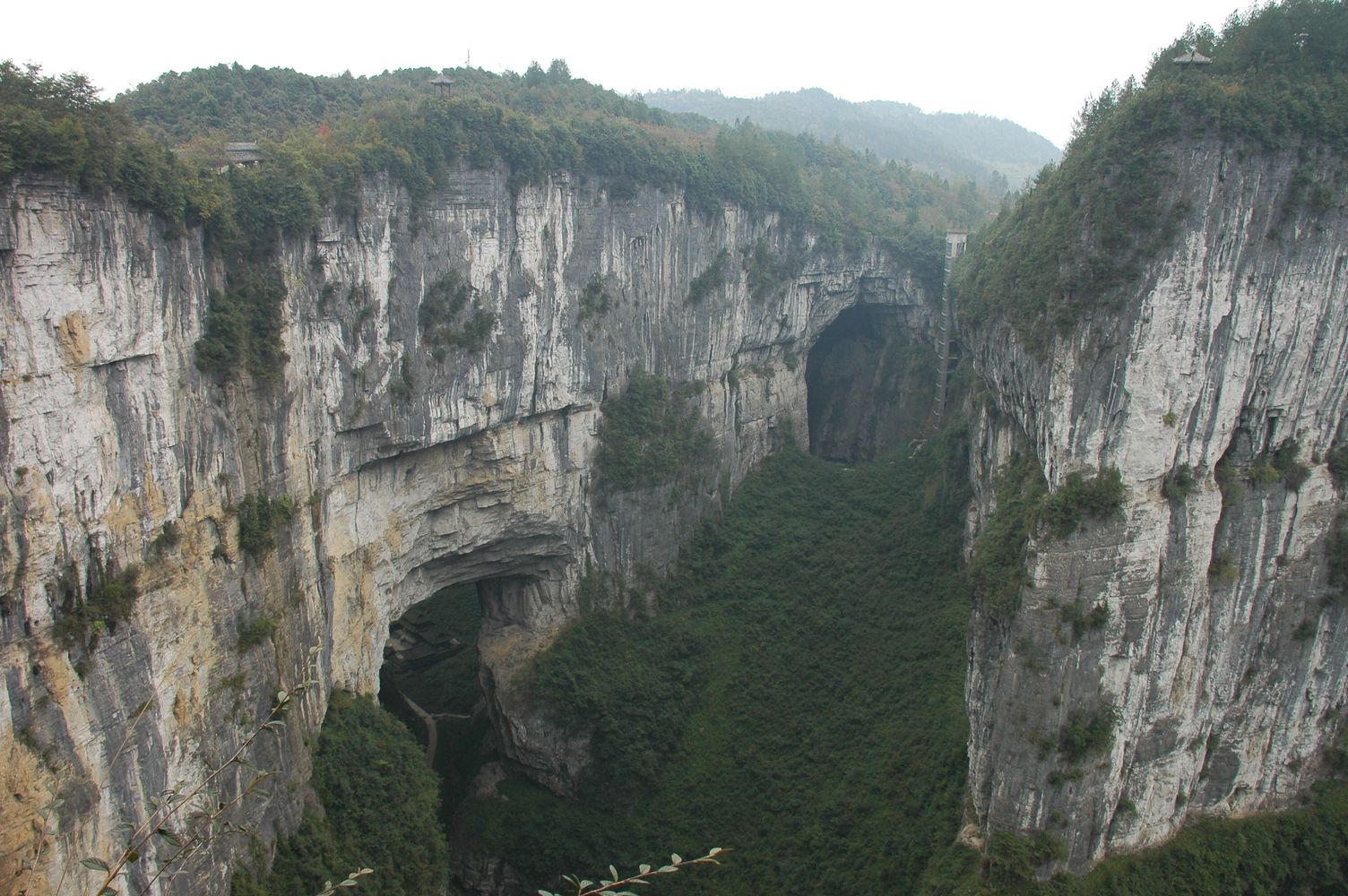
Thiên Sinh Tam Kiều, khu cảnh quan đá vôi tự nhiên ở huyện Vũ Long

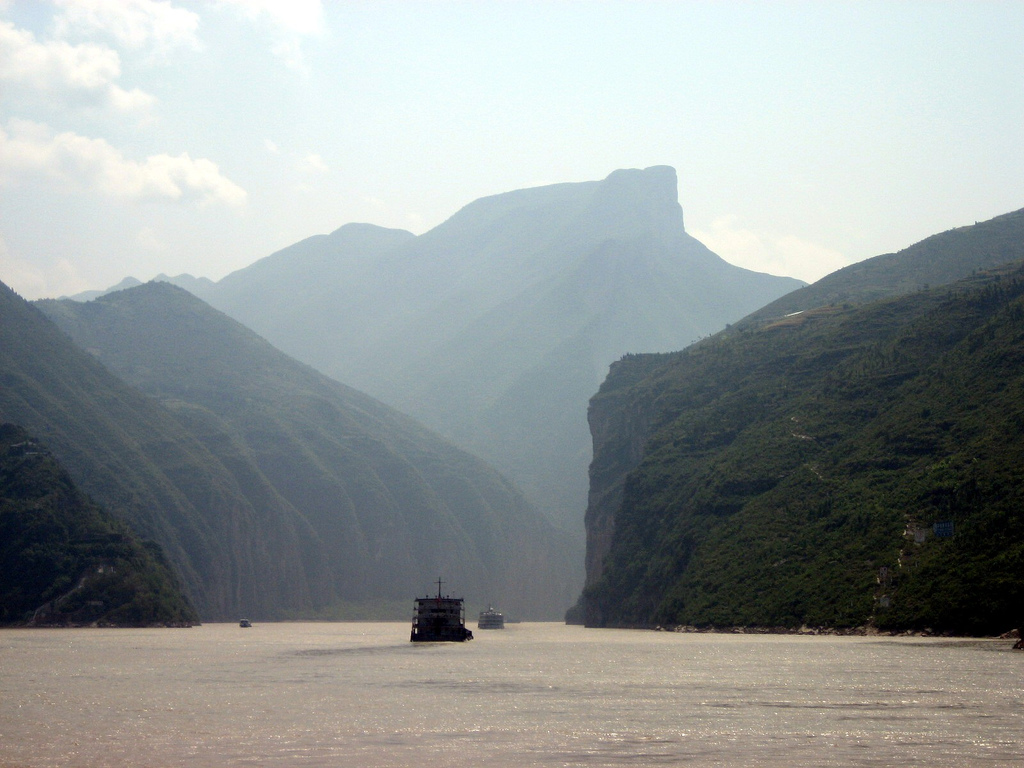
Quỳ Môn (夔门), nơi tiến vào Cù Đường Hiệp (瞿塘峡) ở phía đông Trùng Khánh, là "hiệp" đầu tiên trong "Tam Hiệp" của Trường Giang

Trùng Khánh nằm trên khu vực chuyển tiếp giữa cao nguyên Thanh-Tạng và đồng bằng trung-hạ du Trường Giang. Trùng Khánh nằm sâu trong lục địa ở phía tây nam Trung Quốc, nằm tại thượng du của Trường Giang, thuộc rìa phía đông của bồn địa Tứ Xuyên. Trùng Khánh giáp với Hồ Bắc và Hồ Nam ở phía đông, giáp với Quý Châu ở phía nam, tây giáp Tứ Xuyên, phía bắc giáp Thiểm Tây. Chiều dài đông-tây tối đa của Trùng Khánh là 470 km, chiều dài bắc-nam tối đa là 450 km, tổng diện tích thành phố là 82.403 km². Trùng Khánh là "trực hạt thị" có diện tích lớn nhất Trung Quốc, giống như một tỉnh nhỏ. Trùng Khánh có một khu vực thành thị lớn, vùng nông thôn lớn, vùng đồi núi lớn, vùng lòng hồ chứa Tam Hiệp lớn, trong đó khu vực đã tiến hành xây dựng tại vùng đô thị lõi có diện tích 647,78 km².
Khu vực đô thị lõi của Trùng Khánh nằm ở nơi hợp lưu giữa sông Gia Lăng và Trường Giang. Trong đó, khu vực quận Du Trung như một bán đảo và vốn chủ yếu có địa hình đồi núi, các quận Du Bắc và Giang Bắc ở phía bắc sông Gia Lăng chủ yếu có địa hình đồng bằng. Toàn bộ Trùng Khánh là khu vực phía đông của bồn địa Tứ Xuyên, các mặt bắc, đông, đông nam và nam của Trùng Khánh lần lượt giáp với Đại Ba Sơn, Vu Sơn, Vũ Lăng Sơn và Đại Lâu Sơn. Địa mạo chủ yếu của Trùng Khánh là gò đồi và núi non, độ cao thấp dần từ phía bắc xuống đến thung lũng Trường Giang ở phía nam, có một lượng lớn diện tích sườn đồi, vì thế Trùng Khánh còn được gọi là "sơn thành". Địa mạo karst phổ biến tại Trùng Khánh, và có thể thấy các rừng đá, các nhóm đỉnh núi cùng các hang động và thung lũng đá vôi ở nhiều nơi.
Các sông chính chảy qua Trùng Khánh là Trường Giang, sông Gia Lăng, sông Ô, sông Phù, sông Kì, sông Đại Ninh. Trường Giang chảy từ tây sang đông, chiều dài đoạn chảy trên đất Trùng Khánh là 665 km. Trường Giang chảy xuyên qua ba nếp lồi của dãy núi Vu Sơn, hình thành nên Cù Đường Hiệp (瞿塘峡), Vu Hiệp (巫峡) và Tây Lăng Hiệp (西陵峡, thuộc tỉnh Hồ Bắc), tức Trường Giang Tam Hiệp. Trước khi hợp vào Trường Giang, sông Gia Lăng cũng chảy xuyên qua dãy núi Vu Sơn, hình thành Tiểu Tam Hiệp gồm Lịch Tị Hiệp (沥鼻峡), Ôn Đường Hiệp (温塘峡) và Quan Âm Hiệp (观音峡).

### Khí hậu

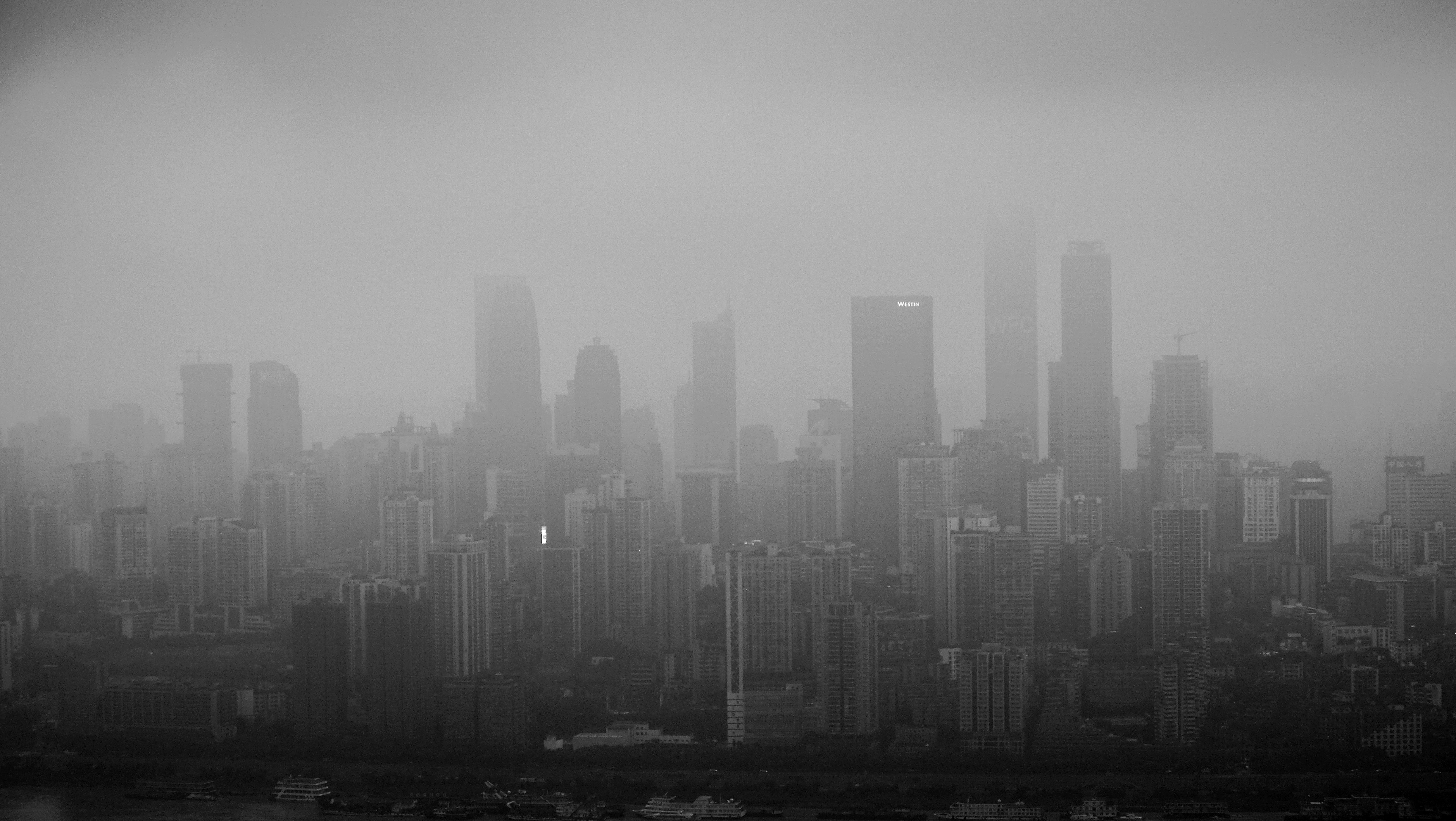
Vào mùa xuân và mùa thu, thành phố thường hay bị sương mù "nuốt chửng".

Trùng Khánh có khí hậu cận nhiệt đới ẩm chịu ảnh hưởng của gió mùa (Köppen Cfa), và ẩm ướt hầu hết thời gian trong năm. Trùng Khánh được xem là một trong "Tam đại hỏa lô" của Trường Giang, cùng với 2 thành phố Vũ Hán và Nam Kinh, mùa hè của thành phố kéo dài và nằm trong số các thành phố nóng và ẩm nhất Trung Quốc, khi nhiệt độ có thể lên đến 33 đến 34 °C (91 đến 93 °F) vào tháng 7 và tháng 8 ở khu vực đô thị. Mùa đông ngắn và có phần ôn hòa, song ẩm ướt và u ám. Vì nằm trên bồn địa Tứ Xuyên nên tổng số giờ nắng trung bình hàng năm của thành phố ở vào hàng thấp nhất Trung Quốc, chỉ với 1055 giờ. Tỷ lệ phần trăm ánh sáng mặt trời hàng tháng có thể có trong thành phố chỉ từ 8% trong tháng 12 và tháng 1 đến 48% vào tháng 8. Trùng Khánh có trên 100 ngày sương mù mỗi năm  nên còn được gọi là "Vụ Đô" (雾都), và có một lớp sương mù dày bao phủ thành phố trong 68 ngày mỗi năm vào mùa xuân và mùa thu. Nhiệt độ cực hạn của Trùng Khánh tính từ năm 1951 đến nay dao động từ -1.8 °C (29 °F) vào ngày 15 tháng 12 năm 1975 (kỷ lục không chính thức là -2.5 °C (27 °F) được ghi nhận vào ngày 8 tháng 2 năm 1943) đến 43.0 °C (109 °F) vào ngày 15 Tháng 8 năm 2006 (kỷ lục không chính thức là 44,0 °C (111 °F) được ấn định vào ngày 8 và 9 tháng 8 năm 1933).
Huyện Dậu Dương ở phần phía đông nam Trùng Khánh có nhiệt độ thường mát mẻ hơn so với những khu vực khác của thành phố do nằm ở độ cao cao hơn.
| Dữ liệu khí hậu của Trùng Khánh (trung bình vào 1981–2010, cực độ 1951–2013) | Dữ liệu khí hậu của Trùng Khánh (trung bình vào 1981–2010, cực độ 1951–2013) | Dữ liệu khí hậu của Trùng Khánh (trung bình vào 1981–2010, cực độ 1951–2013) | Dữ liệu khí hậu của Trùng Khánh (trung bình vào 1981–2010, cực độ 1951–2013) | Dữ liệu khí hậu của Trùng Khánh (trung bình vào 1981–2010, cực độ 1951–2013) | Dữ liệu khí hậu của Trùng Khánh (trung bình vào 1981–2010, cực độ 1951–2013) | Dữ liệu khí hậu của Trùng Khánh (trung bình vào 1981–2010, cực độ 1951–2013) | Dữ liệu khí hậu của Trùng Khánh (trung bình vào 1981–2010, cực độ 1951–2013) | Dữ liệu khí hậu của Trùng Khánh (trung bình vào 1981–2010, cực độ 1951–2013) | Dữ liệu khí hậu của Trùng Khánh (trung bình vào 1981–2010, cực độ 1951–2013) | Dữ liệu khí hậu của Trùng Khánh (trung bình vào 1981–2010, cực độ 1951–2013) | Dữ liệu khí hậu của Trùng Khánh (trung bình vào 1981–2010, cực độ 1951–2013) | Dữ liệu khí hậu của Trùng Khánh (trung bình vào 1981–2010, cực độ 1951–2013) | Dữ liệu khí hậu của Trùng Khánh (trung bình vào 1981–2010, cực độ 1951–2013) |
| Tháng                                                                        | 1                                                                            | 2                                                                            | 3                                                                            | 4                                                                            | 5                                                                            | 6                                                                            | 7                                                                            | 8                                                                            | 9                                                                            | 10                                                                           | 11                                                                           | 12                                                                           | Năm                                                                          |
| ---------------------------------------------------------------------------- | ---------------------------------------------------------------------------- | ---------------------------------------------------------------------------- | ---------------------------------------------------------------------------- | ---------------------------------------------------------------------------- | ---------------------------------------------------------------------------- | ---------------------------------------------------------------------------- | ---------------------------------------------------------------------------- | ---------------------------------------------------------------------------- | ---------------------------------------------------------------------------- | ---------------------------------------------------------------------------- | ---------------------------------------------------------------------------- | ---------------------------------------------------------------------------- | ---------------------------------------------------------------------------- |
| Cao kỉ lục °C (°F)                                                           | 18.8 (65.8)                                                                  | 24.5 (76.1)                                                                  | 34.0 (93.2)                                                                  | 36.4 (97.5)                                                                  | 38.9 (102.0)                                                                 | 39.8 (103.6)                                                                 | 40.9 (105.6)                                                                 | 43.0 (109.4)                                                                 | 41.9 (107.4)                                                                 | 35.1 (95.2)                                                                  | 29.2 (84.6)                                                                  | 21.5 (70.7)                                                                  | 43.0 (109.4)                                                                 |
| Trung bình ngày tối đa °C (°F)                                               | 10.3 (50.5)                                                                  | 12.9 (55.2)                                                                  | 17.7 (63.9)                                                                  | 23.0 (73.4)                                                                  | 27.2 (81.0)                                                                  | 29.4 (84.9)                                                                  | 33.0 (91.4)                                                                  | 33.2 (91.8)                                                                  | 28.3 (82.9)                                                                  | 21.7 (71.1)                                                                  | 17.1 (62.8)                                                                  | 11.5 (52.7)                                                                  | 22.1 (71.8)                                                                  |
| Trung bình ngày °C (°F)                                                      | 7.9 (46.2)                                                                   | 10.0 (50.0)                                                                  | 13.8 (56.8)                                                                  | 18.5 (65.3)                                                                  | 22.6 (72.7)                                                                  | 25.1 (77.2)                                                                  | 28.3 (82.9)                                                                  | 28.3 (82.9)                                                                  | 24.1 (75.4)                                                                  | 18.6 (65.5)                                                                  | 14.2 (57.6)                                                                  | 9.3 (48.7)                                                                   | 18.4 (65.1)                                                                  |
| Tối thiểu trung bình ngày °C (°F)                                            | 6.2 (43.2)                                                                   | 8.0 (46.4)                                                                   | 11.2 (52.2)                                                                  | 15.4 (59.7)                                                                  | 19.3 (66.7)                                                                  | 22.1 (71.8)                                                                  | 24.8 (76.6)                                                                  | 24.7 (76.5)                                                                  | 21.2 (70.2)                                                                  | 16.5 (61.7)                                                                  | 12.2 (54.0)                                                                  | 7.7 (45.9)                                                                   | 15.8 (60.4)                                                                  |
| Thấp kỉ lục °C (°F)                                                          | −1.8 (28.8)                                                                  | −0.8 (30.6)                                                                  | 1.2 (34.2)                                                                   | 2.8 (37.0)                                                                   | 10.8 (51.4)                                                                  | 15.5 (59.9)                                                                  | 19.2 (66.6)                                                                  | 17.8 (64.0)                                                                  | 14.3 (57.7)                                                                  | 6.9 (44.4)                                                                   | 0.7 (33.3)                                                                   | −1.7 (28.9)                                                                  | −1.8 (28.8)                                                                  |
| Lượng Giáng thủy trung bình mm (inches)                                      | 19.7 (0.78)                                                                  | 23.4 (0.92)                                                                  | 43.0 (1.69)                                                                  | 96.5 (3.80)                                                                  | 146.7 (5.78)                                                                 | 193.8 (7.63)                                                                 | 186.0 (7.32)                                                                 | 135.1 (5.32)                                                                 | 105.6 (4.16)                                                                 | 85.7 (3.37)                                                                  | 48.2 (1.90)                                                                  | 24.3 (0.96)                                                                  | 1.108 (43.62)                                                                |
| Số ngày giáng thủy trung bình (≥ 0.1 mm)                                     | 10.0                                                                         | 9.8                                                                          | 11.9                                                                         | 14.3                                                                         | 15.5                                                                         | 15.7                                                                         | 12.5                                                                         | 11.3                                                                         | 12.7                                                                         | 16.1                                                                         | 11.5                                                                         | 9.8                                                                          | 151.1                                                                        |
| Độ ẩm tương đối trung bình (%)                                               | 84                                                                           | 80                                                                           | 77                                                                           | 77                                                                           | 77                                                                           | 81                                                                           | 76                                                                           | 74                                                                           | 79                                                                           | 85                                                                           | 84                                                                           | 85                                                                           | 80                                                                           |
| Số giờ nắng trung bình tháng                                                 | 20.6                                                                         | 29.7                                                                         | 64.9                                                                         | 93.6                                                                         | 109.4                                                                        | 97.7                                                                         | 158.6                                                                        | 167.0                                                                        | 106.6                                                                        | 50.4                                                                         | 35.9                                                                         | 20.4                                                                         | 954.8                                                                        |
| Nguồn: Cục Khí tượng Trung Quốc                                              |                                                                              |                                                                              |                                                                              |                                                                              |                                                                              |                                                                              |                                                                              |                                                                              |                                                                              |                                                                              |                                                                              |                                                                              |                                                                              |

## Sinh vật
Trùng Khánh có nhiều loại động thực vật, trong đó có trên 6.000 loài thực vật bậc cao, trên 580 loài động vật có xương sống hoang dã trên mặt đất với gần 60 loài được bảo hộ trọng điểm cấp quốc gia. Tính đến cuối năm 2011, toàn thành phố Trùng Khánh có 61,18 triệu mẫu đất dùng cho lâm nghiệp, 48,21 triệu mẫu rừng, tỷ lệ che phủ rừng đạt 39%. Tổng trữ lượng gỗ rừng của Trùng Khánh là 150 triệu m³. Toàn Trùng Khánh có 78 công viên rừng, trong đó có 25 công viên rừng cấp quốc gia. Trùng Khánh có 52 khu bảo hộ tự nhiên cấp thành phố và cấp quốc gia, với diện tích 10,35 triệu mẫu.

## Các đơn vị hành chính

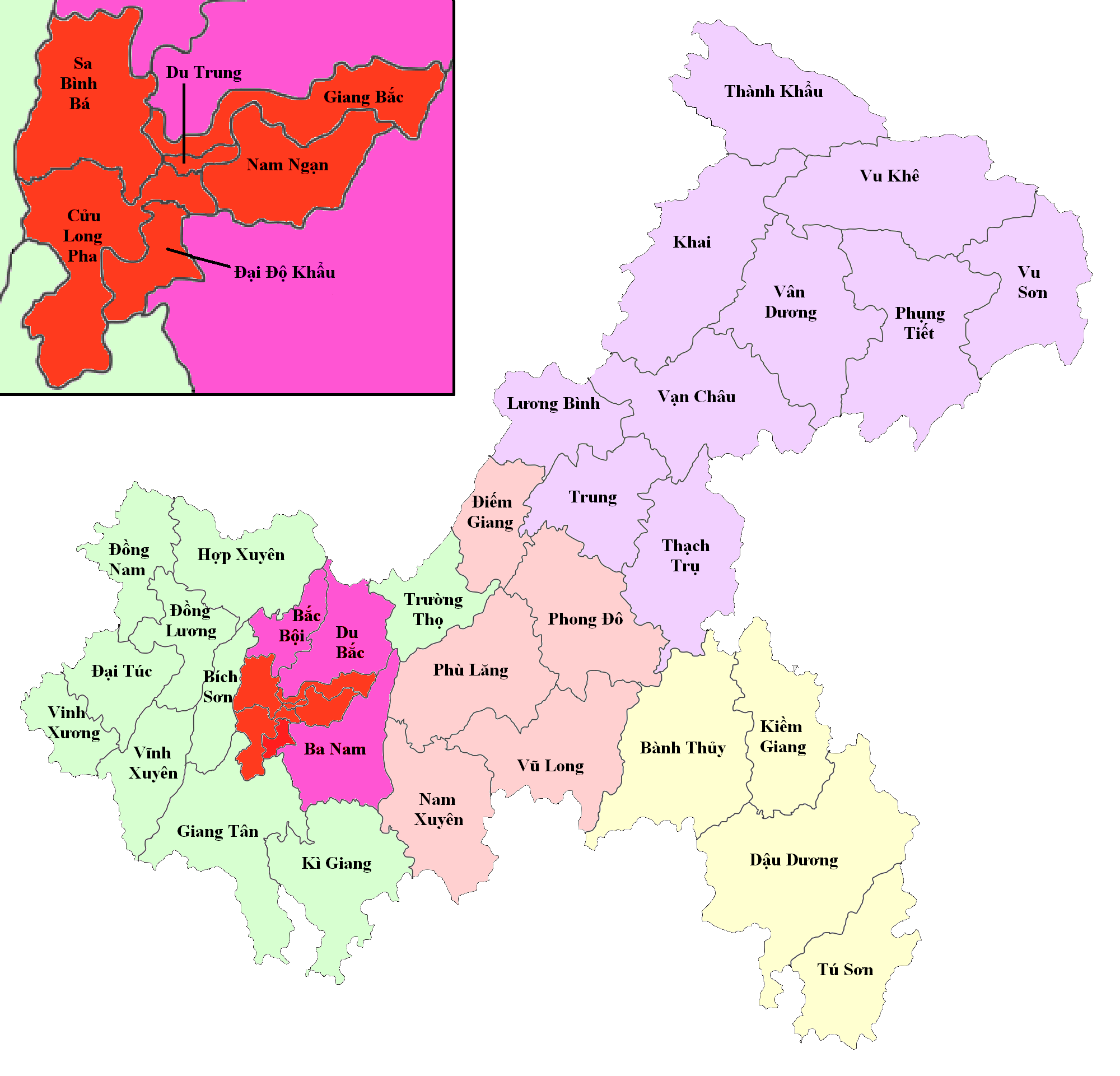
Các đơn vị hành chính của Trùng Khánh
6 quận trung tâm thành phố
3 quận cận nội thành
Các quận huyện thuộc địa cấp thị Trùng Khánh trước 1997
Các quận huyện thuộc địa cấp thị Phù Lăng trước 1997
Các quận huyện thuộc địa cấp thị Vạn Huyện trước 1997
Các quận huyện thuộc địa khu Kiềm Giang trước 1997

Trùng Khánh là trực hạt thị có diện tích và dân số lớn nhất của Cộng hòa Nhân dân Trung Hoa. Thành phố được chia thành 38 đơn vị hành chính (3 đơn vị bị bãi bỏ năm 1997, còn Vạn Thịnh và Song Kiều đã bị bãi bỏ vào tháng 10 năm 2011), trong đó có 26 khu (quận), 8 huyện, và 4 huyện tự trị.
| Tên Hán Việt | Chữ Hán            | Trước đây thuộc về |
| ------------ | ------------------ | ------------------ |
| Ba Nam       | 巴南区 Banan       | Trùng Khánh        |
| Bắc Bội      | 北碚区 Beibei      | Trùng Khánh        |
| Cửu Long Pha | 九龙坡区 Jiulongpo | Trùng Khánh        |
| Du Bắc       | 渝北区 Yubei       | Trùng Khánh        |
| Du Trung     | 渝中区 Yuzhong     | Trùng Khánh        |
| Đại Túc      | 大足区 Dazu        | Trùng Khánh        |
| Đại Độ Khẩu  | 大渡口区 Dadukou   | Trùng Khánh        |
| Giang Bắc    | 江北区 Jiangbei    | Trùng Khánh        |
| Giang Tân    | 江津区 Jiangjin    | Trùng Khánh        |
| Hợp Xuyên    | 合川区 Hechuan     | Trùng Khánh        |
| Kiềm Giang   | 黔江区 Qianjiang   | Kiềm Giang         |
| Kỳ Giang     | 綦江区 Qijiang     | Trùng Khánh        |
| Nam Ngạn     | 南岸区 Nan'an      | Trùng Khánh        |
| Nam Xuyên    | 南川区 Nanchuan    | Phù Lăng           |
| Phù Lăng     | 涪陵区 Fuling      | Phù Lăng           |
| Sa Bình Bá   | 沙坪坝区 Shapingba | Trùng Khánh        |
| Trường Thọ   | 长寿区 Changshou   | Trùng Khánh        |
| Vạn Châu     | 万州区 Wanzhou     | Vạn Huyện          |
| Vĩnh Xuyên   | 永川区 Yongchuan   | Trùng Khánh        |
| Bích Sơn     | 璧山区 Bishan      | Trùng Khánh        |
| Đồng Nam     | 潼南区 Tongnan     | Trùng Khánh        |
| Đồng Lương   | 铜梁区 Tongliang   | Trùng Khánh        |
| Khai Châu    | 开州区 Kaizhou     | Vạn Huyện          |
| Lương Bình   | 梁平区 Liangping   | Vạn Huyện          |
| Vinh Xương   | 荣昌区 Rongchang   | Trùng Khánh        |
| Vũ Long      | 武隆区 Wulong      | Phù Lăng           |

| Tên Hán-Việt | Chữ Hán          | Trước đây thuộc về |
| ------------ | ---------------- | ------------------ |
| Điếm Giang   | 垫江县 Dianjiang | Phù Lăng           |
| Phong Đô     | 丰都县 Fengdu    | Phù Lăng           |
| Phụng Tiết   | 奉节县 Fengjie   | Vạn Huyện          |
| Vu Sơn       | 巫山县 Wushan    | Vạn Huyện          |
| Vu Khê       | 巫溪县 Wuxi      | Vạn Huyện          |
| Vân Dương    | 云阳县 Yunyang   | Vạn Huyện          |
| Thành Khẩu   | 城口县 Chengkou  | Vạn Huyện          |
| Trung        | 忠县 Zhongxian   | Vạn Huyện          |

| Tên Hán Việt                                   | Chữ Hán              | Trước đây thuộc về |
| ---------------------------------------------- | -------------------- | ------------------ |
| Huyện tự trị dân tộc Miêu & Thổ Gia Bành Thủy  | 彭水苗族土家族自治县 | Kiềm Giang         |
| Huyện trự trị dân tộc Thổ Gia & Miêu Dậu Dương | 酉阳土家族苗族自治县 | Kiềm Giang         |
| Huyện trự trị dân tộc Thổ Gia & Miêu Tú Sơn    | 秀山土家族苗族自治县 | Kiềm Giang         |
| Huyện tự trị dân tộc Thổ Gia Thạch Trụ         | 石柱土家族自治县     | Vạn Huyện          |

## Nhân khẩu
Tính đến cuối năm 2008, số nhân khẩu thường trú tại Trùng Khánh là 28,39 triệu người, tổng nhân khẩu là 32,5332 triệu người,, tuy nhiên số nhân khẩu có hộ tịch tại 9 quận đô thị trung tâm (chủ thành) chỉ có 8 triệu người, chiếm khoảng 1/4 dân số toàn thành phố; trong 9 quận này thì chỉ có 6,41 triệu cư dân thành thị, tỉ lệ đô thị hóa đạt 82,7%. Số cư dân đô thị của toàn thành phố Trùng Khánh là 13,6115 triệu người, đạt tỷ lệ đô thị hóa 49,99%.
Theo một bài đăng trên Tân Hoa xã vào tháng 7 năm 2010, Trùng Khánh có 32,8 triệu cư dân, trong đó 23,3 triệu cư dân là nông dân. Trong số đó, 8,4 triệu nông dân đã trở thành công nhân di trú, bao gồm 3,9 triệu người làm việc và sinh sống trong các khu vực đô thị của Trùng Khánh.

### Dân tộc
Tại Trùng Khánh, người Hán là dân tộc chủ yếu, ngoài ra còn có người Thổ Gia, người Miêu, người Hồi, người Mãn, người Di, người Choang và toàn bộ các dân tộc thiểu số được công nhận khác tại Trung Quốc. Trùng Khánh có 4 huyện tự trị, 1 đơn vị được hưởng chính sách ưu đãi khu vực dân tộc cùng 14 hương dân tộc. Theo kết quả tổng điều tra nhân khẩu toàn quốc năm 2010, tổng số dân của các dân tộc thiểu số Trùng Khánh là 1,937 triệu người (bao gồm 209 người thuộc các dân tộc chưa được công nhận), trong đó đông nhất là người Thổ Gia với 1,398 triệu người, tiếp đến là người Miêu với 482 nghìn người, người Hồi có 9.056 người., chủ yếu phân bố tại khu vực đông nam của Trùng Khánh.

### Ngôn ngữ
Ngôn ngữ chủ yếu tại Trùng Khánh là Quan thoại Tây Nam, trong đó có ba nhánh là tiếng Thành-Du, tiếng Dân Giang và tiếng Kiềm Bắc. Tại khu vực đô thị trung tâm cũng như đại bộ phận các huyện khu của Trùng Khánh, cư dân chủ yếu nói phương ngôn Xuyên Đông của nhánh Thành-Du, nhánh Dân Giang chủ yếu xuất hiện tại Giang Tân và Kì Giang, nhánh Kiềm Bắc xuất hiện tại Tú Sơn. Ngoài ra, tại Trùng Khánh còn có một số cộng đồng cư dân rải rác nói tiếng Thổ Quảng Đông (tức tiếng Khách Gia) và tiếng Lão Hồ Quảng (tức tiếng Tương). Bên cạnh tiếng Hán, các dân tộc thiểu số tại Trùng Khánh cũng nói ngôn ngữ của mình như tiếng Miêu, tiếng Thổ Gia, chủ yếu phân bố ở các khu vực nguyên thuộc địa khu Kiềm Giang. Tiếng Miêu ở Trùng Khánh thuộc phương ngôn Kiềm Đông (tiếng Hmu) và phương ngôn Xuyên-Kiềm-Điền (Tây H'Mông); tiếng Thổ Gia ở Trùng Khánh thuộc phương ngôn Bắc bộ.

### Tôn giáo
Tôn giáo tại Trùng Khánh
Tại Trùng Khánh có sự hiện diện của Phật giáo, Công giáo, Tin Lành, Đạo giáo và Hồi giáo, số tín đồ của các tôn giáo là khoảng trên 1,72 triệu người, chiếm khoảng 5% tổng số cư dân thành phố, trong đó, có khoảng 800 nghìn Phật tử, 310 nghìn tín đồ Công giáo, 270 nghìn tín đồ Tin Lành, khoảng 30 nghìn tín đồ Đạo giáo và khoảng 10 nghìn tín đồ Hồi giáo, có 665 người là chức sắc tôn giáo.

## Kinh tế

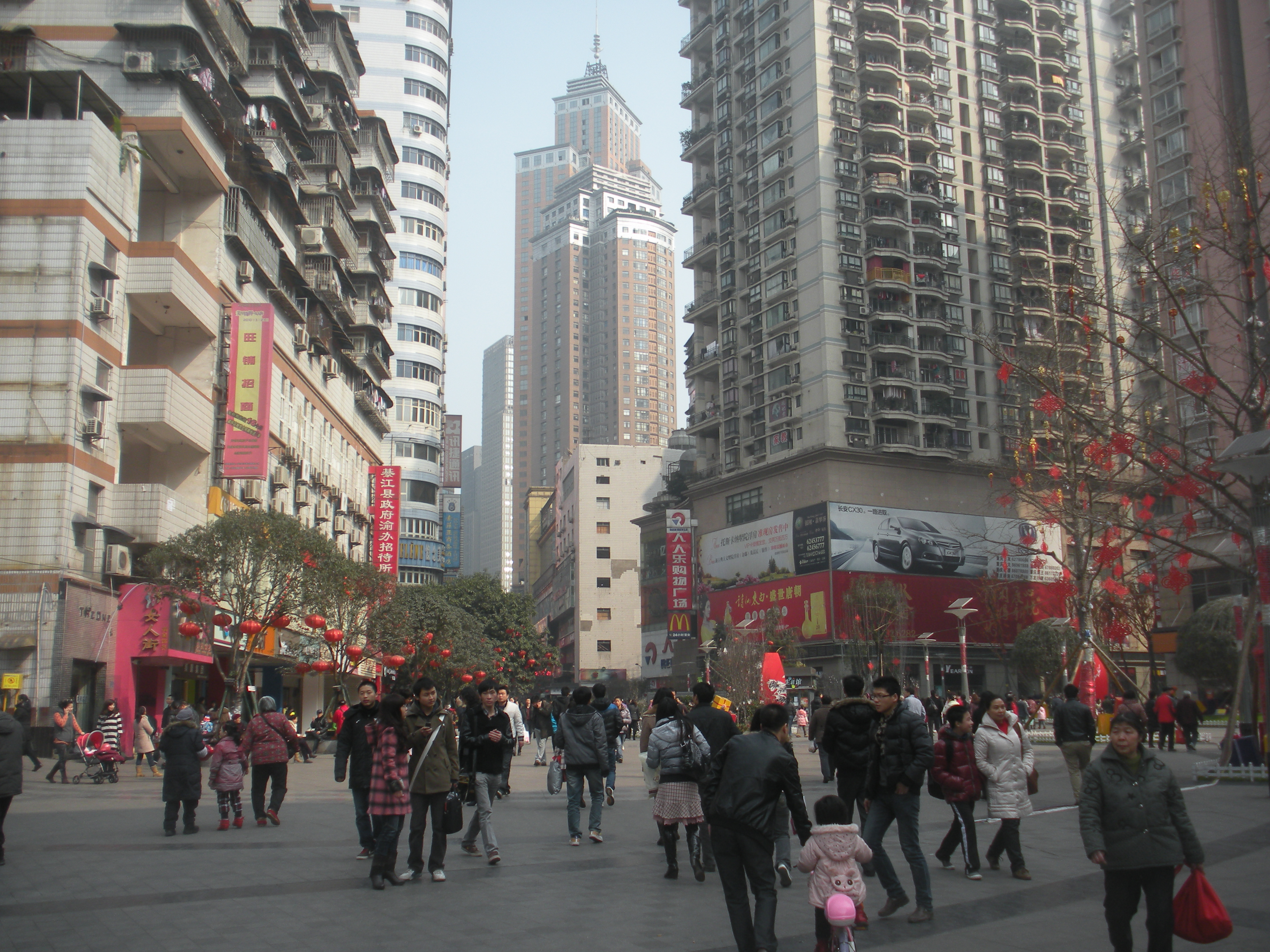
Khu vực phố bộ hành tại quận Nam Ngạn

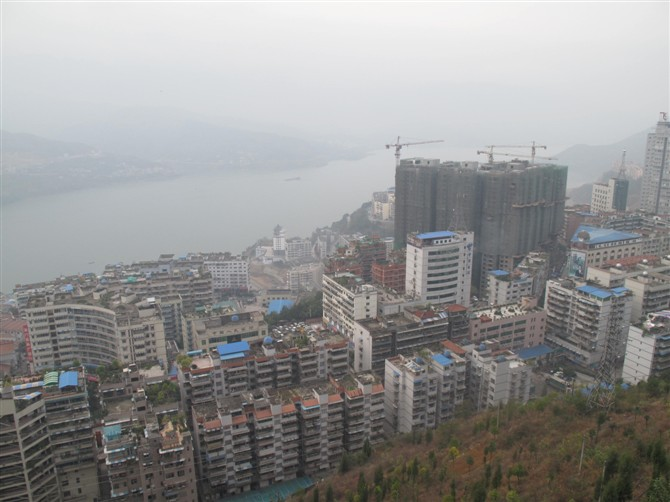
Khu đô thị tại huyện Phụng Tiết ở đông bắc Trùng Khánh

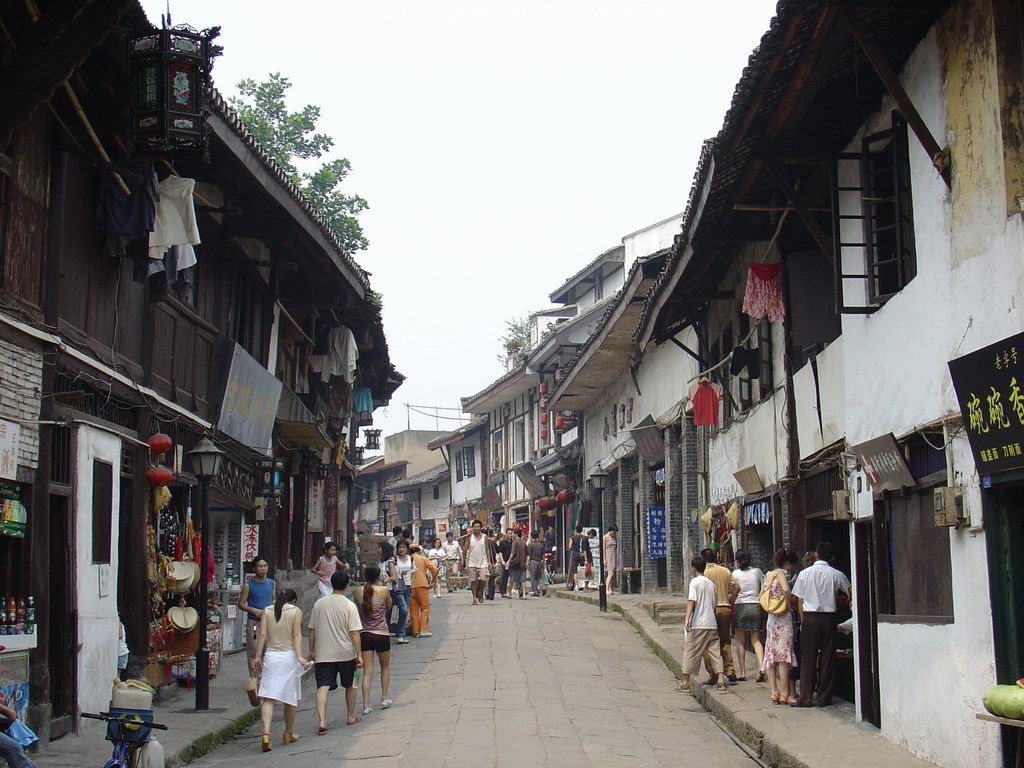
Khu đô thị cổ Từ Khí Khẩu (磁器口) ở quận Sa Bình Bá

Trùng Khánh được tách khỏi tỉnh Tứ Xuyên và trở thành một đô thị độc lập vào tháng 3 năm 1997 với mục đích giúp đẩy nhanh sự phát triển của bản thân thành phố cũng như của khu vực miền tây tương đối nghèo khó của Trung Quốc, thuộc chiến lược Đại phát triển Tây Bộ. Trùng Khánh là một khu vực công nghiệp quan trọng tại miền Tây Trung Quốc, và đang trong quá trình đô thị hóa nhanh chóng. Do tách biệt về mặt địa lý, Trùng Khánh và tỉnh Tứ Xuyên lân cận vốn có các cơ sở nghiên cứu và phát triển vũ khí quan trọng. các ngành công nghiệp tại Trùng Khánh hiện nay đã đa dạng hóa, song không giống với các khu vực miền Đông Trung Quốc, lĩnh vực xuất khẩu của Trùng Khánh còn nhỏ bé do vị trí nằm sâu trong nội địa. Thay vào đó, các nhà máy tại Trùng Khánh sản xuất các loại hàng hóa nhằm phục vụ người tiêu dùng bản địa như thực phẩm, ô tô, hóa chất, dệt may, máy móc và thiết bị điện tử.
Trùng Khánh là trung tâm sản xuất xe cơ giới lớn thứ ba tại Trung Quốc và đứng đầu về sản xuất mô tô. Năm 2007, thành phố có năng lực sản xuất 1 triệu ô tô và 8,6 triệu mô tô mỗi năm. Các hãng sản xuất ô tô và xe máy tại Trùng Khánh bao gồm Công ty Ô tô Trường An (Changan) và Lực Phàm (Lifan), cũng như nhà sản xuất ô tô khổng lồ Ford của Hoa Kỳ. Trùng Khánh cũng là một trong chín trung tâm sản xuất gang thép lớn nhất và là một trong ba trung tâm sản xuất nhôm lớn nhất tại Trung Quốc. Các nhà sản xuất quan trọng bao gồm Chongqing Iron and Steel Company và Southwest Aluminum (Group) Co., Ltd, là hãng có nhà máy sản xuất nhôm lớn nhất châu Á.
Năm 2011, tổng giá trị nông nghiệp của Trùng Khánh là 84,452 tỉ NDT, tăng trưởng 5,1% so với năm trước. Trong đó, lĩnh vực trồng trọt đạt giá trị 56,077 tỉ NDT, lĩnh vực chăn nuôi đạt giá trị 21,756 tỉ NDT, lâm nghiệp đạt 2,782 tỉ NDT, thủy sản đạt 2,726 tỉ NDT. Trong năm, tổng sản lượng lương thực của Trùng Khánh đạt 11,269 triệu tấn, liên tục bốn năm ở mức trên 11 triệu tấn, bình quân lương thực đầu người chiếm vị trí thứ nhất trong các tỉnh và thành phố khu vực Tây Nam Trung Quốc. Lúa và hoa quả (đặc biệt là cam) là các nông sản chính của Trùng Khánh.
Trùng Khánh là một trong những thành phố lớn và trung bình có tài nguyên khoáng sản phong phú nhất tại Trung Quốc. Tính đến năm 2011, người ta đã tìm thấy 68 loại khoáng sản tại Trùng Khánh, xác định được trữ lượng của 54 loại. Các loại khoáng sản có ưu thế tại Trùng Khánh là khí thiên nhiên, stronti, than đá, bô xít, bari cacbonat, thạch anh bột, thạch cao, đá vôi để làm xi măng, mỏ muối, địa nhiệt. Ngoài ra, Trùng Khánh còn có tài nguyên khí đá phiến sét, nước khoáng dồi dào. Tuy nhiên, ngành khai mỏ tại Trùng Khánh bị chỉ trích là lãng phí, gây ô nhiễm nặng và không an toàn.
Cũng có kế hoạch hình thành một nhà máy lọc dầu có công suất 10 triệu tấn do CNPC (công ty mẹ của PetroChina) để tinh chế lượng dầu thô nhập khẩu từ đường ống dẫn Trung Quốc-Myanma. Dự án đường ống dẫn này vẫn chưa hoàn thành, được mong đợi sẽ nối từ Sittwe (bờ biển phía tây Myanma) qua Côn Minh tại tỉnh Vân Nam trước khi đến Trùng Khánh và nó sẽ cung cấp các nguồn nguyên liệu từ Myanma, Trung Đông và châu Phi cho Trung Quốc. Gần đây, Trùng Khánh hướng đến phát triển công nghiệp công nghệ vao và tri thức, kết quả là sự ra đời của các khu phát triển mới như Tân khu Bắc Bộ (北部新区, CNNZ). Chính quyền Trùng Khánh hy vọng rằng với việc thúc đẩy các chính sách kinh tế thuận lợi đối với các lĩnh vực điện tử và công nghệ thông tin, Trùng Khánh sẽ trở thành một trung tâm chế tạo công nghệ cao tạo ra giá trị 400 tỷ NDT mỗi năm, vượt qua ngành công nghiệp ô tô và chiếm 25% giá trị xuất khẩu của thành phố.
Trùng Khánh cũng đã đầu tư rất nhiều vào cơ sở hạ tầng để thu hút đầu tư. Mạng lưới đường bộ và đường sắt kết nối Trùng Khánh với phần còn lại của Trung Quốc đã được phát triển thêm và giúp hạ chi phí hậu cần. Hơn nữa, đập Tam Hiệp ở tỉnh Hồ Bắc lân cận là đập lớn nhất thế giới, đập này sẽ không chỉ cung cấp điện cho Trùng Khánh khi hoàn thành mà còn giúp các tàu biển có thể tiếp cận các cảng ven Trường Giang của Trùng Khánh (do tạo ra hồ chứa, tàu sẽ vượt qua đập thông qua các thang nâng tàu). Những cải tiến về cơ sở hạ tầng đã đem đến cho thành phố nhiều nguồn vốn đầu tư trực tiếp nước ngoài (FDI) trong các ngành khác nhau, từ ô tô đến tài chính và bán lẻ; với các hãng như Ford, Mazda, HSBC, Standard Chartered Bank, Citibank, Deutsche Bank, ANZ Bank, Scotiabank, Wal-Mart, Metro AG và Carrefour, cũng như các tập đoàn đa quốc gia khác.
GDP danh nghĩa của Trùng Khánh vào năm 2011 đạt 1001,1 tỉ NDT (158,9 tỉ USD) và tỷ lệ tăng trưởng hàng năm đạt 16,4%. Tuy nhiên, về tổng thể thì kinh tế Trùng Khánh vẫn tụt hậu so với các thành phố lớn ở ven biển phía đông. GDP đầu người của Trùng Khánh là 34500 NDT vào năm 2011, tăng 15,2% so với năm trước, song chỉ xấp xỉ mức bình quân của cả nước. Cũng trong năm 2011, thu nhập có khả năng chi phối (sau khi đã trả các khoản thuế và phí) của cư dân thành thị tại Trùng Khánh là 20.250 NDT, tăng trưởng 15,5% so với năm trước; thu nhập thuần của cư dân nông thôn là 6480 NDT, tăng trưởng 22,6% so với năm trước. Mặc dù cư dân Trùng Khánh có thu nhập chưa thập cao, song vẫn có sự ủng hộ to lớn của chính phủ trung ương cho Trùng Khánh nhằm đưa thành phố trở thành một trung tâm kinh tế, thương mại và tài chính của khu vực và biến điều này trở thành một nền tảng để khu vực nội địa phía tây của đất nước có thể phát triển hơn nữa.
Trùng Khánh và Tứ Xuyên cạnh nhau, là căn cứ quân sự quan trọng trong nghiên cứu và phát triển vũ khí. Các ngành công nghiệp của Trùng Khánh hiện đa dạng nhưng không giống như miền đông Trung Quốc, ngành xuất khẩu ít hơn nhiều vì là khu nội địa, chủ yếu sản xuất hàng tiêu dùng định hướng địa phương như thực phẩm chế biến, ô tô, hóa chất, dệt may, máy móc và thiết bị điện tử. Nhiệm vụ quan trọng và chủ yếu của các Thị trưởng Chính phủ Nhân dân thành phố Trùng Khánh là phát triển kinh tế, xã hội cho thành phố. Vào tháng 10 năm 2005, Hội nghị thượng đỉnh các thành phố châu Á – Thái Bình Dương (APCS) lần thứ năm đã được tổ chức tại Trùng Khánh, tổng cộng có 41 quốc gia, khu vực và 123 thành phố tham gia. Hoạt động góp phần nâng cao tầm của Trùng Khánh, với sự tham gia của các thị trưởng thành phố châu Á, Thái Bình Dương và Trùng Khánh là Vương Hồng Cử. APCS bắt đầu năm 1996 rồi 1999, hai năm một lần, thường tổ chức tại Brisbane, ngoài ra còn Seattle 2001, Incheon 2009, Cao Hùng 2013, Daejeon 2017, Denpasar 2021.

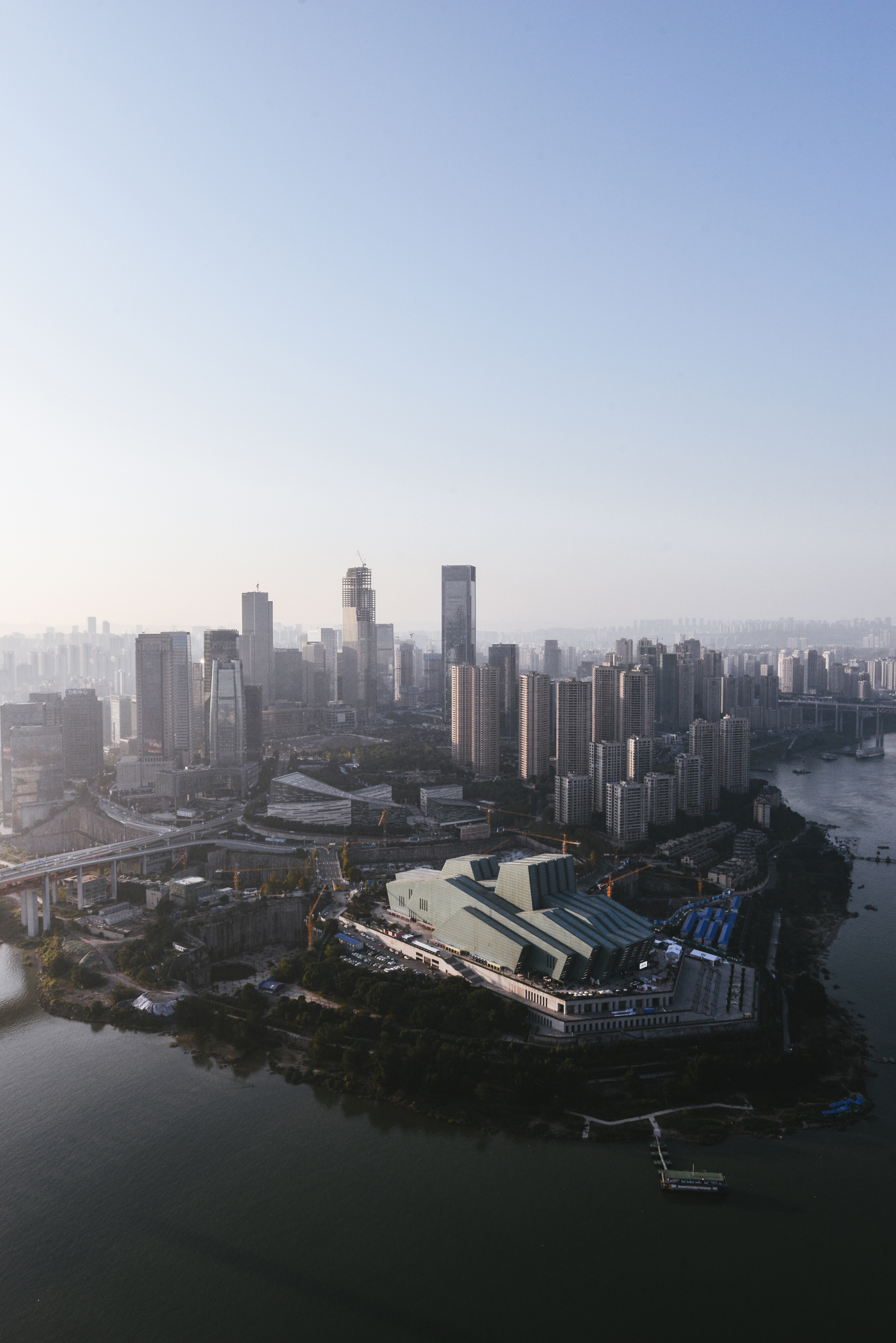
Khu thương mại Trung ương Giang Bắc Chủy, ảnh năm 2018.

Vào ngày 16 tháng 1 năm 2009, Quốc vụ viện đã ban hành Ý kiến thúc đẩy cải cách và phát triển vùng đô thị – nông thôn Trùng Khánh (Quốc Phát 2009, số ba), xác định Trùng Khánh là Khu vực thí điểm cải cách toàn diện nông thôn, để Trùng Khánh có thể cố gắng cải cách hệ thống điều phối các vấn đề đô thị và nông thôn như chuyển đổi nông nghiệp sang phi nông nghiệp. Vào ngày 18 tháng 6 năm 2010, quận mới Trùng Khánh, Tân khu Lưỡng Giang (两江新区) chính thức được thành lập như một khu kinh tế. Đây cũng là khu vực phát triển quốc gia thứ ba của Trung Quốc sau Phố Đông và Tân Hải. Vào ngày 31 tháng 3 năm 2017, Quốc vụ viện đã phê chuẩn việc thành lập Khu thương mại tự do thí điểm Trung Quốc tại Trùng Khánh.
Các Thị trưởng Trùng Khánh tăng cường quan hệ kinh tế của Trùng Khánh với các nơi trên thế giới. Trùng Khánh là trung tâm sản xuất xe cơ giới lớn thứ ba của Trung Quốc với trụ sở của Tập đoàn Changan, Tập đoàn Lifan, chi nhánh của Mazda, Honda, Huyndai, Mercedes – Benz, BMW cũng như Ford, tập đoàn xe hơi khổng lồ của Mỹ có ba nhà máy ở Trùng Khánh. Thành phố cũng là một trong chín trung tâm sắt thép lớn nhất ở Trung Quốc và là một trong ba nhà sản xuất nhôm lớn với Công ty Gang thép Trùng Khánh và Nhôm Tây Nam, là nhà máy nhôm lớn nhất châu Á. Thành phố là nơi chi nhánh của các tập đoàn tài chính, ngân hàng lớn như HSBC, Standard Chartered, Citigroup, Deutsche Bank, Ngân hàng ANZ, Scotiabank, WalMart, Metro AG, Carrefour, hay các tập đoàn đa quốc gia khác. Trong giai đoạn 2010 – 2016, kinh tế Trùng Khánh phát triển rất nhanh chóng, nhiều lần đứng ở vị trí thứ nhất, thứ hai về tốc độ tăng trưởng kinh tế. Trùng Khánh xếp hạng 23 năm 2010, lên hạng 17 năm 2018.
| 2019 | 2018   | 2017   | 2016   | 2015   | 2014   | 2013   | 2012   | 2011   | 2010   | Đơn vị          |
| ---- | ------ | ------ | ------ | ------ | ------ | ------ | ------ | ------ | ------ | --------------- |
|      | 307,73 | 287,70 | 267,09 | 252,35 | 232,18 | 206,41 | 180,75 | 155,00 | 117,08 | Tỷ USD theo GDP |
|      | 580,12 | 552,53 | 507,19 | 444,15 | 402,97 | 358,15 | 321,57 | 285,59 | 239,34 | Tỷ USD theo PPP |
|      | 6,0    | 9,3    | 10,7   | 11,0   | 10,9   | 12,3   | 13,6   | 16,4   | 17,1   | Tốc độ %        |

Năm 2018, Trùng Khánh là đơn vị hành chính (gồm 04 thành phố trực thuộc trung ương, 22 tỉnh, 05 khu tự tri dân tộc và 02 đặc khu hành chính) đông thứ hai mươi về số dân, đứng thứ mười bảy về kinh tế Trung Quốc với 30,7 triệu dân, tương đương với Ghana và GDP danh nghĩa đạt 2.036 tỉ NDT (307,7 tỉ USD) tương ứng với Pakistan. Trùng Khánh có chỉ số GDP đầu người xếp thứ mười Trung Quốc, đạt 66.210 NDT (tương ứng với 10.007 USD). Trùng Khánh là thành phố diện tích lớn nhất trong bốn đô thị do Cộng hòa Nhân dân Trung Hoa kiểm soát trực tiếp. Đô thị này được chia thành 38 phân khu, chia thành 26 quận, tám huyện và bốn huyện tự trị. Ranh giới của Trùng Khánh cách xa biển, so với Bắc Kinh, Thượng Hải và Thiên Tân, và phần lớn diện tích, khoảng 80.000 km², là vùng nông thôn.

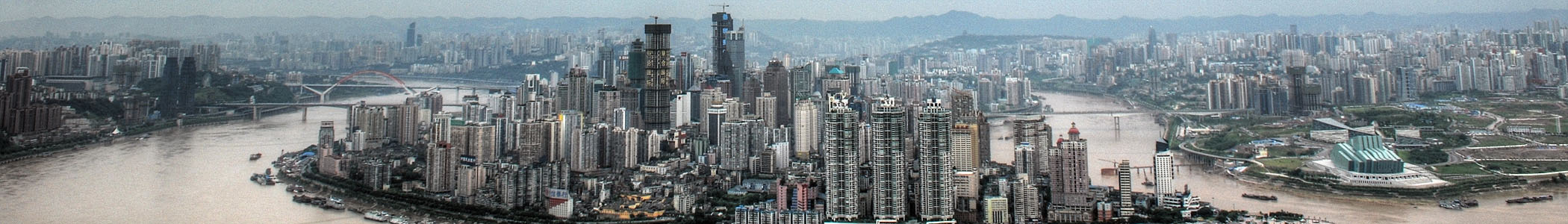
Skyline Trùng Khánh 2010, Du Trung (giữa), Nam Ngạn, bên trái ảnh là Trường Giang, bên phải ảnh là sông Gia Lăng. Bờ bắc sông Gia Lăng là Giang Bắc, bờ nam Trường Giang là Nam Ngạn.

Quốc Phát Quốc vụ viện 2009, số ba (国发2009, 号):
"Phối hợp cải cách phát triển đô thị và nông thôn là một nhiệm vụ chiến lược lâu dài và gian khổ, nhiệm vụ vẻ vang và trách nhiệm nặng nề. Trùng Khánh phải nắm bắt cơ hội lịch sử, tiếp tục giải phóng tâm trí, mở ra và đổi mới, tiến hành vững chắc về mọi mặt và cố gắng tạo ra một hoàn cảnh mới về phát triển khoa học, đoàn kết xã hội."

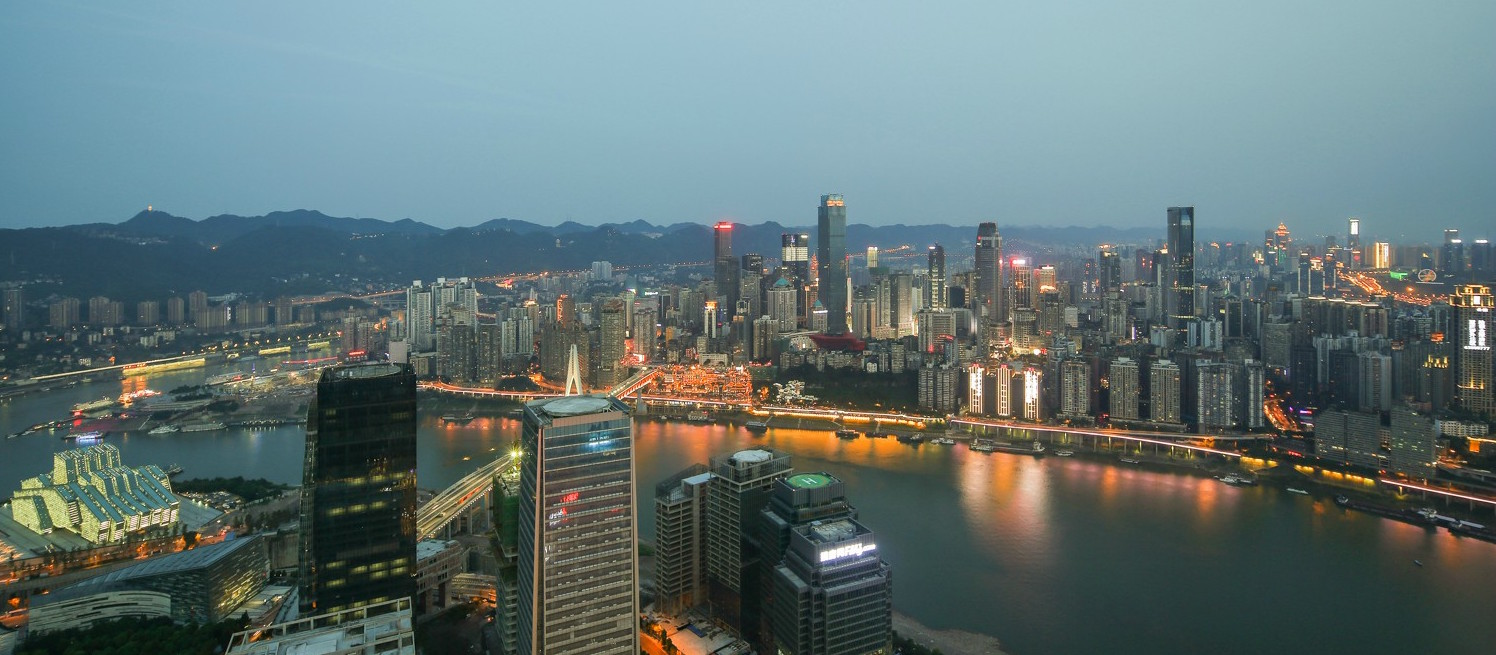
Toàn cảnh Trùng Khánh 2015
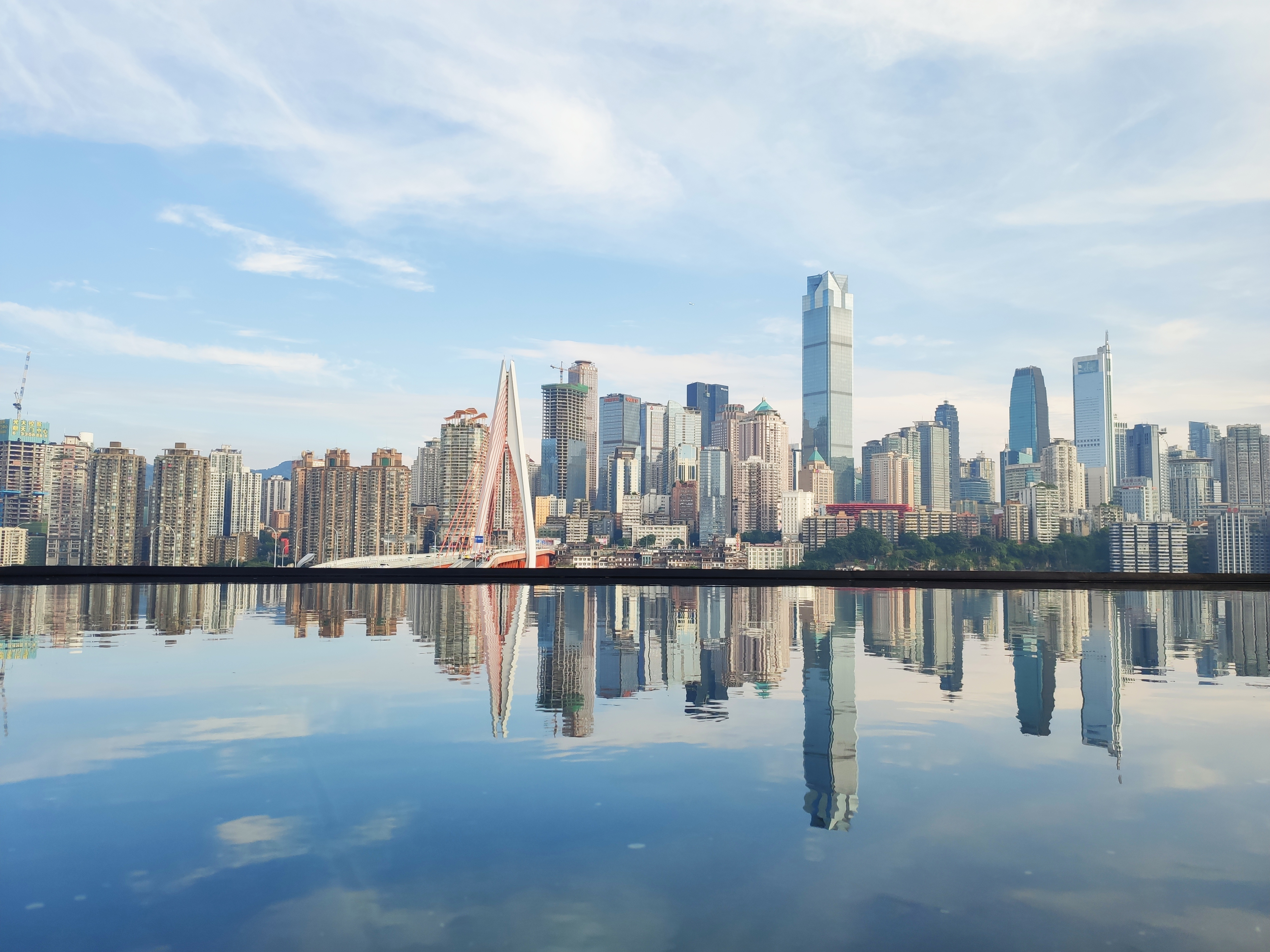
Quận Du Trung, skyline 2018
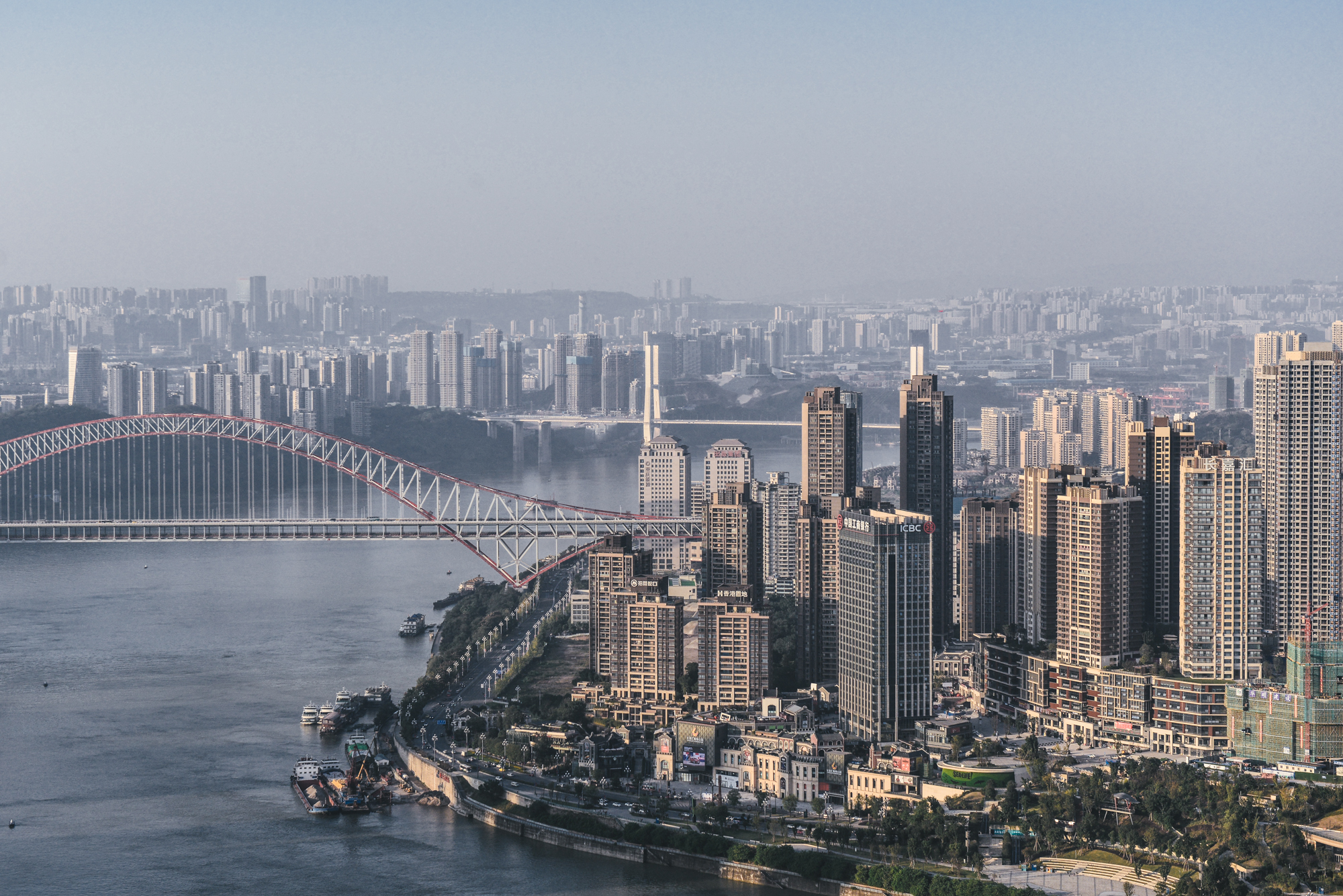
Quận Nam Ngạn, ảnh 2018
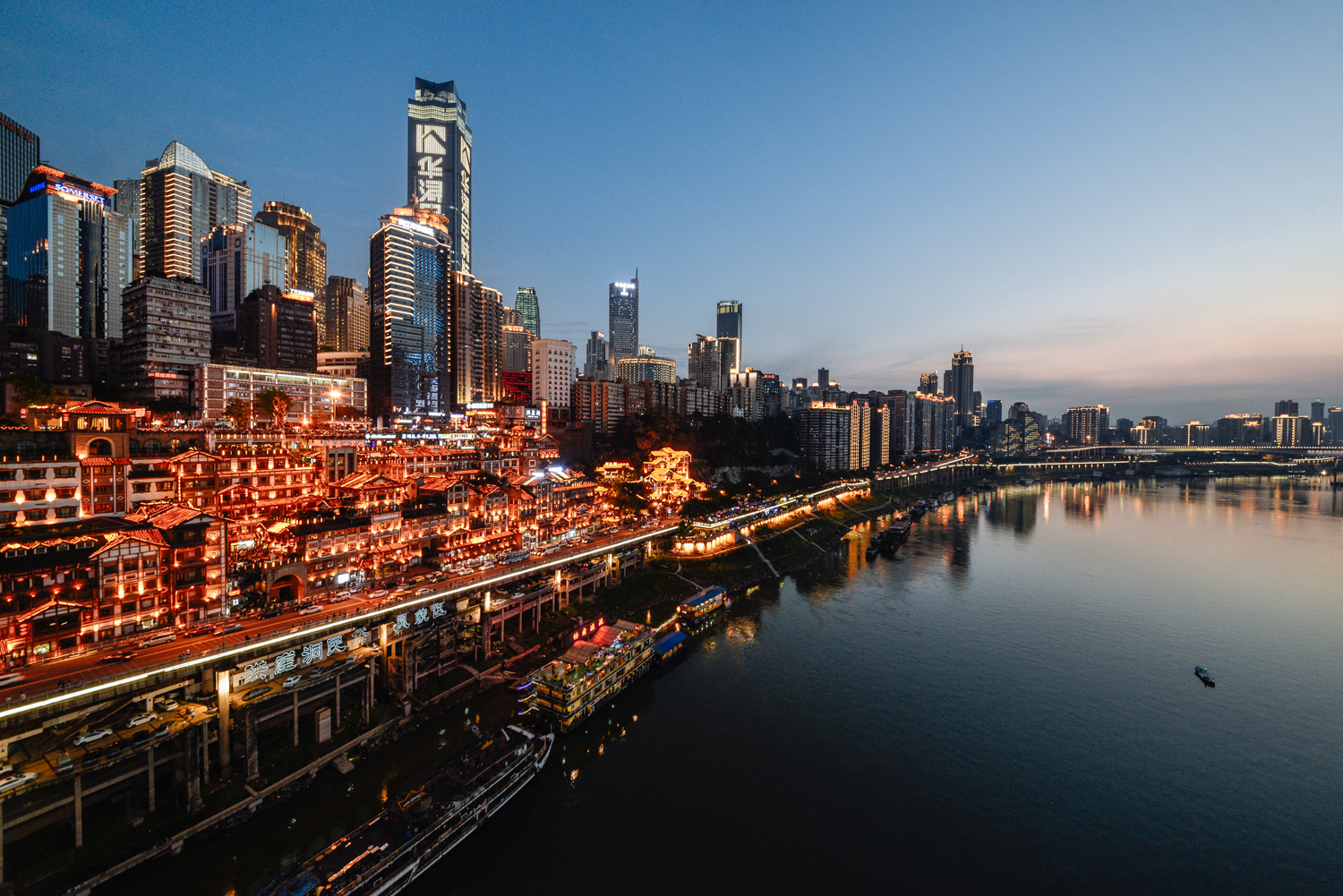
Trung tâm thương mại Trùng Khánh 2017

## Giao thông

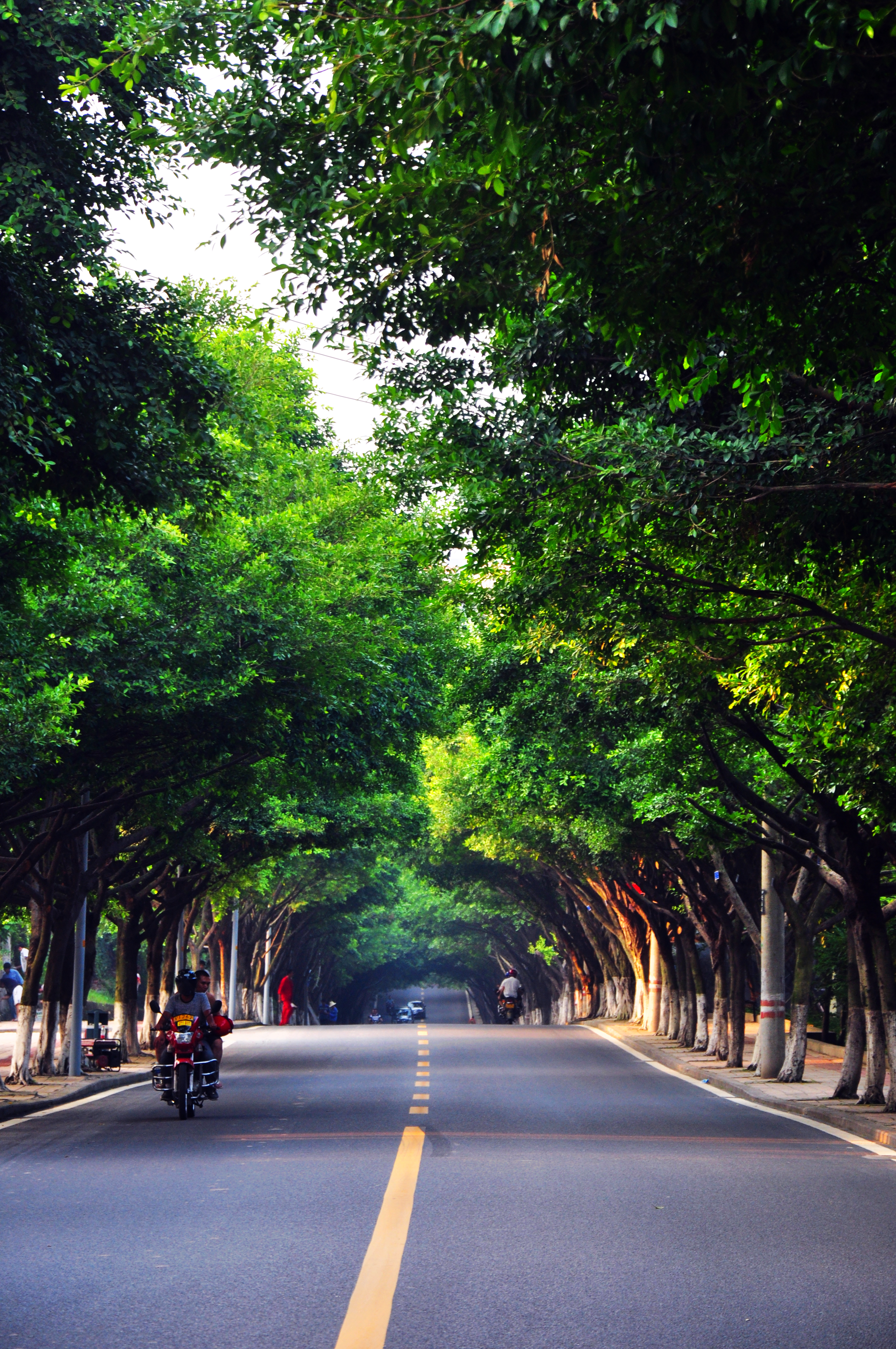
đường Hồ Tân Tây ở quận Du Bắc, một quận cận nội thành của Trùng Khánh

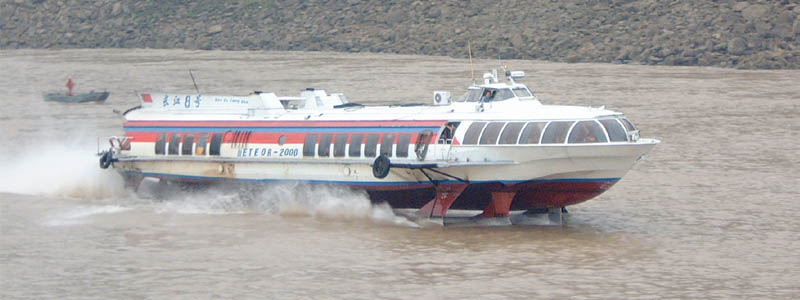
Tàu cánh ngầm chạy trên Trường Giang tại Trùng Khánh

### Đường sắt
Trùng Khánh có hệ thống đường sắt phát triển, trước đây thuộc quyền quản lý của cục đường sắt Trùng Khánh, song cục này đã bị bãi bỏ sau khi xây dựng đường sắt Bảo-Thành, hiện hệ thống đường sắt của Trùng Khánh thuộc quyền quản lý của cục đường sắt Thành Đô. Trên địa bàn Trùng Khánh có 5 tuyến đường sắt điện khí hóa chính là Thành-Du, Xuyên-Kiềm, Tương-Du, Du Hoài, Toại Du; cùng hai tuyến nhánh là Đạt-Vạn-Lợi và vành đai vòng ngoài Trùng Khánh. Các tuyến đường sắt khác đã và đang thi công là Lan-Du, Du Lợi, Toại-Du 2, đoạn Trùng Khánh-Phù Lăng của tuyến Du Hoài, vận chuyển hành khách Thành-Du, Nam-Phù, Du-Vạn, Du-Kiềm. Ga Trùng Khánh (Thái Viêm Bá), ga Trùng Khánh Bắc (Long Đầu Tự) và ga Trùng Khánh Tây là những trạm đường sắt chính tại khu vực nội thị của Trùng Khánh. Trong số các ga ở vùng ngoại vi, lớn nhất là các ga Phù Lăng, ga Kiềm Giang và ga Vạn Châu. Tính đến năm 2011, tổng chiều dài đường sắt của Trùng Khánh là 1.342 km, ngoài ra còn có 1.155 km đang được xây dựng. Với việc mở tuyến liên vận quốc tế Du-Tân-Âu, tuyến này đi từ Trùng Khánh đến Tây An, Urumqi rồi vượt biên giới sang Kazakhstan, Nga, cuối cùng tới Duisburg (Đức), toàn hành trình chỉ mất 16 giờ đồng hồ.

### Đường bộ
Trùng Khánh là trung tâm giao thông đường bộ của khu vực Tây Nam Trung Quốc; km 0 của tại Trùng Khánh tính từ cầu Triều Thiên Môn. Tuyến đường cao tốc đầu tiên của Trùng Khánh đã thông xe vào năm 1995, đó là tuyến đường cao tốc Thành-Du. Tính đến cuối năm 2011, toàn Trùng Khánh có 1.861 km đường cao tốc trong tổng cộng 118.562 km công lộ. Trùng Khánh có một tuyến cao tốc vành đai trong và một tuyến cao tốc vành đai ngoài khu vực đô thị, mật độ đường cao tốc của Trùng Khánh đứng đầu các tỉnh miền Tây Trung Quốc. Tuy nhiên, vì Trùng Khánh có nhiều núi cao, khi xây dựng các tuyến đường cao tốc sẽ phải kèm theo xây dựng các đường hầm.
Trùng Khánh là một trong số ít thành thị tại Trung Quốc hạn chế nghiêm ngặt việc tư nhân mua xe, phí sử dụng xe cũng như phí cầu đường của Trùng Khánh cũng ở mức đứng đầu tại Trung Quốc, phí đăng ký xe chỉ xếp thứ hai sau Thượng Hải.
Trùng Khánh nằm trên khu vực có nhiều sông, khu vực đô thị của thành phố có Trường Giang và sông Gia Lăng chảy qua, ngoài ra, trung tâm thành thị của đa số các khu huyện còn lại đều nằm ven Trường Giang, sông Gia Lăng hay các chi lưu của chúng, trong địa phận các huyện khu cũng có rất nhiều sông suối nhỏ. Vì thế, Trùng Khánh có mật độ cầu cao hơn nhiều so với các thành phố khác. Do việc xây cầu tại Trùng Khánh phát triển nhanh chóng, thành phố này còn được gọi là "kiều đô Trung Quốc".

### Đường thủy
Giao thông đường thủy của Trùng Khánh có được sự tiện lợi đáng kể do có Trường Giang chảy qua. Tính đến năm 2011, toàn Trùng Khánh có khoảng 4.451 km thủy đạo có thể thông hành, sau khi đập Tam Hiệp được hoàn thành và tích nước, các tàu cỡ 10.000 tấn và 5.000 tấn có thể tiến thẳng từ hạ du Trường Giang đến Trùng Khánh (vượt đập bằng thang nâng tàu). Cảng vận chuyển container quốc tế tại Trùng Khánh là cảng vận chuyển nằm ở nội lục lớn nhất Trung Quốc, đồng thời cảng Vạn Châu và cảng Phù Lăng cũng có vị trí trọng yếu trong giao thông đường thủy của Trùng Khánh. Trong năm 2008, lượng hàng hóa vận chuyển theo tuyến Trường Giang chiếm 97% khối lượng và 87% giá trị của hệ thống giao thông đường thủy Trùng Khánh.

### Đường không
Trùng Khánh có ba sân bay là sân bay quốc tế Giang Bắc Trùng Khánh, sân bay Ngũ Kiều Vạn Châu và sân bay Vũ Lăng Sơn Kiềm Giang. Sân bay quốc tế Giang Bắc Trùng Khánh nằm ở quận Du Bắc. Năm 2011, sân bay quốc tế này phục vụ số lượng hành khách đứng thứ 9 tại Trung Quốc. Sân bay này có các đường bay thẳng đến các nơi khác tại Trung Quốc, Đông Nam Á, Trung Đông và châu Âu. Sân bay nằm cách trung tâm thành phố 21 km về phía bắc và là một trung tâm hàng không quan trọng của vùng Tây Nam Trung Quốc. Sân bay quốc tế Giang Bắc Trùng Khánh là sân bay trung tâm của các hãng China Southern Airlines, Chongqing Airlines, Sichuan Airlines và China West Air của Hainan Airlines. Trùng Khánh cũng là một thành phố trọng tâm của Air China, do đó thành phố có thể kết nối dễ dàng đến mạng lưới quốc tế của Star Alliance và Sky Team. Sân bay quốc tế Giang Bắc Trùng Khánh hiện có hai đường băng hoạt động song song. Vận chuyển hàng hóa bằng đường hàng không cũng đã tăng lên, đặc biệt là trong việc xuất khẩu thiết bị điện tử có giá trị cao, chẳng hạn như máy tính xách tay. Hiện nay, sân bay quốc tế Giang Bắc Trùng Khánh là sân bay duy nhất tại vùng trung và tây Trung Quốc có tuyến đường sắt đô thị chạy từ sân bay nối với hệ thống giao thông của thành phố.

### Giao thông công cộng
Tại Trùng Khánh, có ba loại hình giao thông công cộng chính là tàu điện ngầm CRT, đường sắt liên thị, và hệ thống xe buýt ở khắp mọi nơi. Theo kế hoạch đầy tham vọng của chính quyền Trùng Khánh vào năm 2007, thành phố sẽ đầu tư 150 tỉ NDT trong hơn 13 năm để hoàn thành một hệ thống kết hợp bao gồm các tuyến tàu điện ngầm cùng với đường sắt đô thị (monorail). Đến năm 2020, hệ thống này sẽ gồm có 6 tuyến thẳng và 1 tuyến vành đai; tuyến 1 và tuyến 6 sẽ là các tuyến ngầm còn tuyến 2 và 3 sẽ là monorail. Những cải tiến này sẽ tăng thêm cho thành phố 363,5 km đường bộ và đường sắt và thành phố cũng sẽ có thêm 93 ga đường sắt mới.

## Văn hóa

### Du lịch

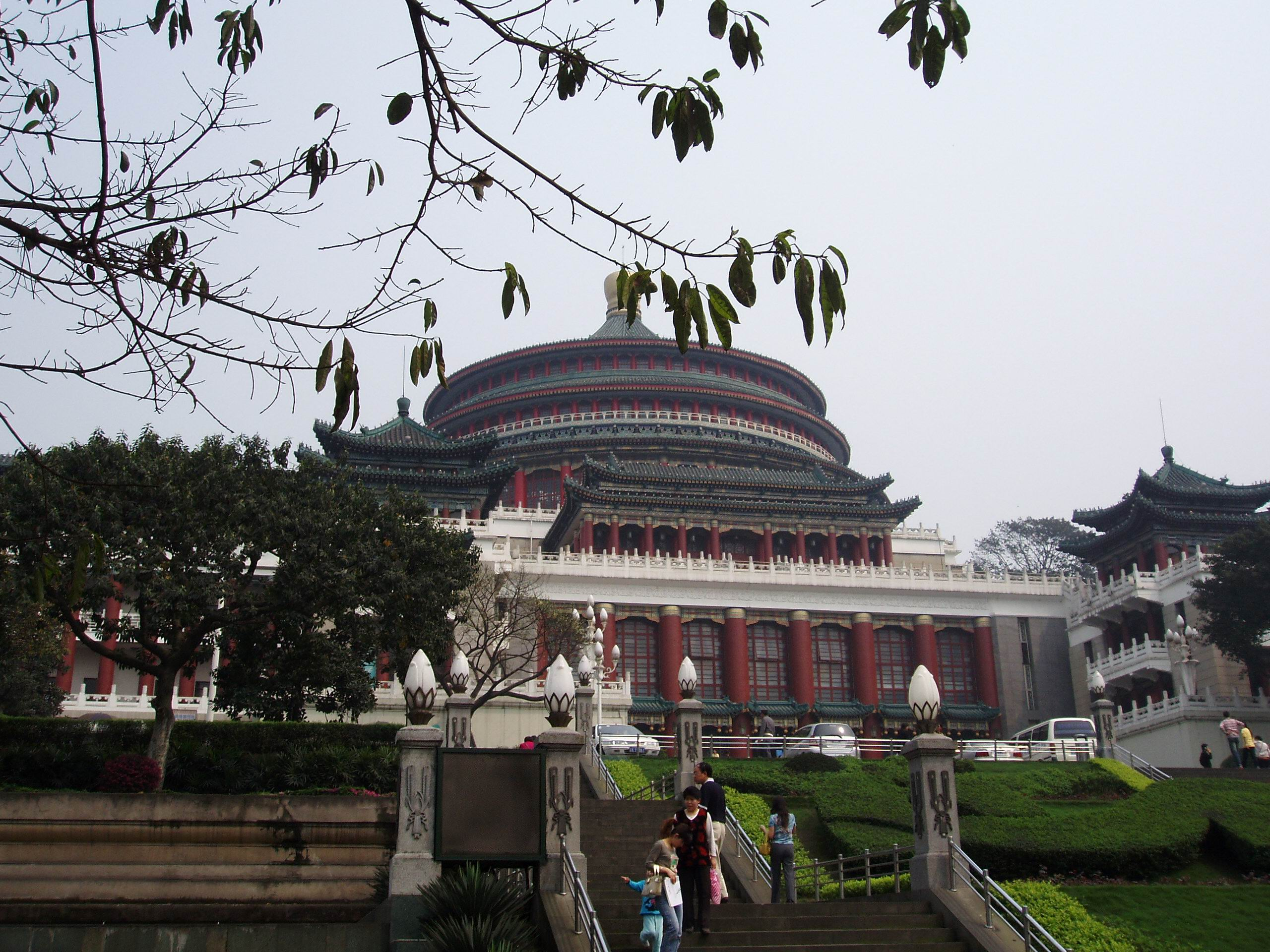
Tòa thị chính Trùng Khánh

Là thủ đô lâm thời của Trung Quốc từ năm 1937 đến 1945, thành phố được biết đến nhiều với vị thế là một trong ba trụ sở chính của Đồng Minh trong Chiến tranh thế giới thứ hai, ngoài ra thành phố cũng là một trung tâm chiến lược trong nhiều cuộc chiến tranh khác trong suốt lịch sử Trung Quốc. Trùng Khánh có nhiều di tích lịch sử chiến tranh, một số trong đó đã bị phá hủy. Các di tích này bao gồm đài kỷ niệm Giải phóng Nhân dân Trùng Khánh (重庆人民解放纪念碑), nằm ở trung tâm thành phố. Đài này từng là công trình cao nhất tại khu vực quanh đó song hiện nay bao quanh nó là rất nhiều các tòa cao ốc trung tâm mua sắm. Ngày nay, đài tưởng niệm này là một biểu tượng của Trùng Khánh. Bên cạnh đó còn có Bảo tàng tướng Joseph W. Stilwell, dành riêng cho tướng "Vinegar Joe" Stilwell, một vị tướng phục vụ trong chiến tranh thế giới lần thứ hai, nghĩa trang không quân tại khu vực Nam Sơn để tưởng nhớ những người thuộc lực lượng không quân Trung Hoa đã bị thiệt mạng trong chiến tranh Trung-Nhật, và Hồng Nham cách mạng kỉ niệm quán (红岩革命纪念馆), một địa điểm ngoại giao của đảng Cộng sản Trung Quốc do Chu Ân Lai đứng đầu trong Chiến tranh Trung-Nhật. Quán này cũng là nơi Mao Trạch Đông đã ký kết "Hiệp định Song Thập (10/10)" với Quốc Dân đảng.
Các địa điểm khác tại Trùng Khánh bao gồm:
- Bảo tàng dưới nước Bạch Hạc Lương Phù Lăng (重庆涪陵白鹤梁水下博物馆), bảo tàng dưới nước đầu tiên tại Trung Quốc,[107]
- Đại lễ đường Nhân dân Trùng Khánh, dựa theo Đại lễ đường Nhân dân ở Bắc Kinh. Đây là một trong các tòa nhà hội nghị lớn nhất tại Trung Quốc, và mặc dù được xây vào thời hiện đại song nó được mô phỏng theo phong cách kiến trúc truyền thống. Đại lễ đường tiếp giáp với khu vực đông dân cư và đồi núi, với các đường phố chật hẹp và lối đi chỉ dành cho người đi bộ.[108]
- Tượng khắc đá Đại Túc tại huyện Đại Túc, gồm một loạn các tác phẩm điêu khắc và chạm khắc tôn giáo Trung Hoa, có niên đại từ thế kỷ thứ VII, mô tả và chịu ảnh hưởng của Phật giáo, Nho giáo và Đạo giáo.[109]
- Thiên Sinh Tam Kiều và động Phù Dung tại Công viên địa chất quốc gia Karst Vũ Long,[110][111]
- Tứ Khí Khẩu một thị trấn 1000-năm tuổi ở quận Sa Bình Bá, nó cũng được gọi là Tiểu Trùng Khánh. Thị trấn nằm sát bên hạ du sông Gia Lăng và từng là một nguồn cung gốm sứ Trung Hoa quan trọng và một bến tàu thương mại bận rộn trong thời Minh và Thanh
- Điếu Ngư thành là một trong ba chiến trường lớn thời cổ của Trung Quốc. Nơi đây nổi tiếng với cuộc kháng chiến chống quân Mông Cổ của Nam Tống và là nơi đại hãn Mông Kha tử trận vào năm 1259,[112]
- Động Tuyết Ngọc ở Phong Đô là hang động karst trắng tinh khiết, giống như ngọc bích duy nhất ở Trung Quốc,[113]
- Vườn động vật Trùng Khánh (重庆动物园), với nhiều loài quý hiếm như gấu trúc lớn, hổ Hoa Nam, và voi châu Phi. Vườn thú nằm bên bờ Trường Giang và từ đó có thể trông thấy Tam Hiệp.[114]

### Ẩm thực

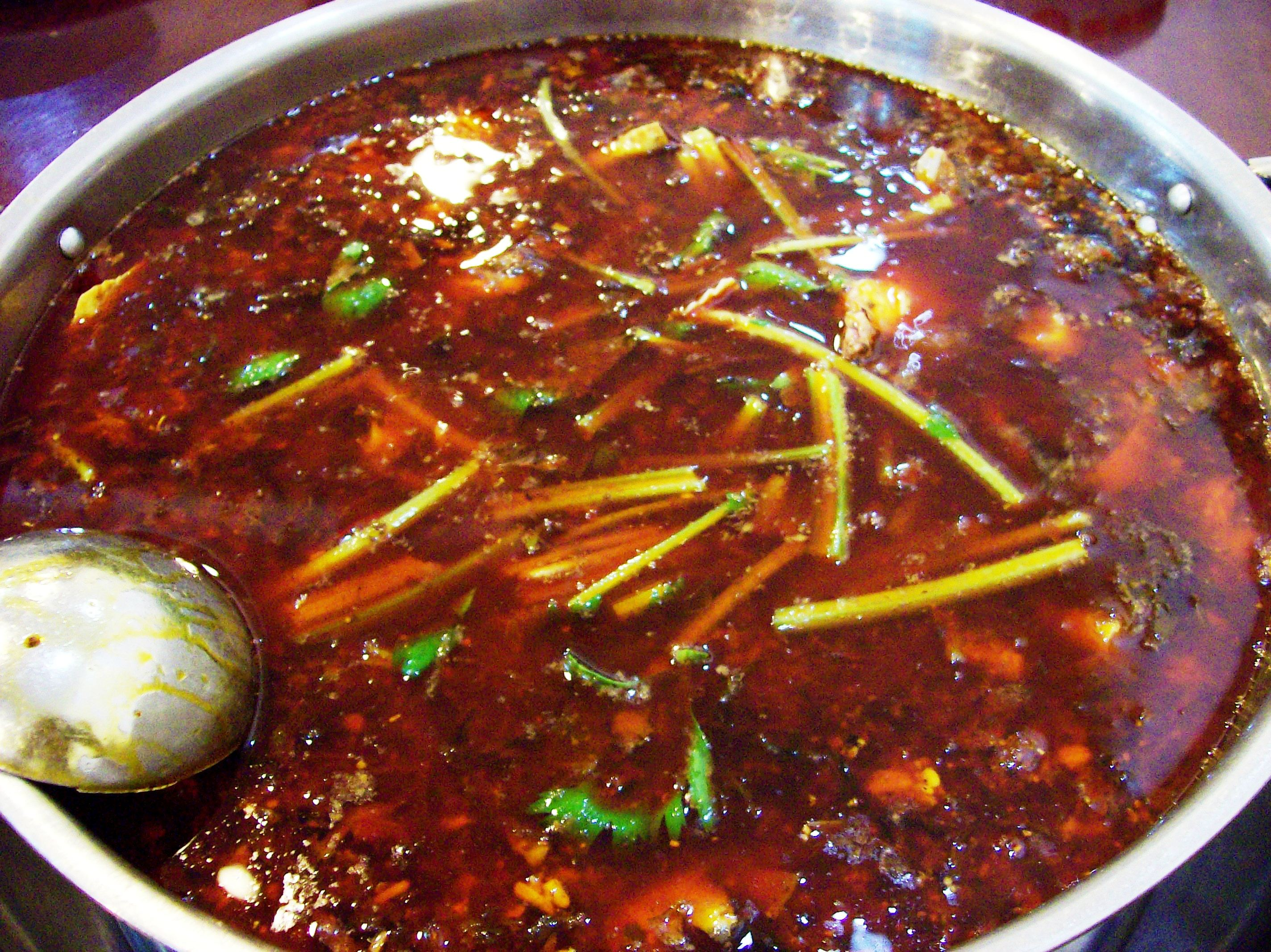
Nước dùng trong món lẩu Trùng Khánh

Món ăn Trùng Khánh phần lớn là sự pha trộn giữa trường phái ẩm thực Tứ Xuyên và các món đặc sản địa phương. Trung tâm thành phố Trùng Khánh có rất nhiều nhà hàng và quầy hàng thực phẩm. Các đặc sản của Trùng Khánh bao gồm mì Trùng Khánh hay dưa muối, khác biệt với các phái ẩm thực Trung Hoa khác, các món ăn Trùng Khánh được bày ra chỉ một lần duy nhất do người dân ở đây thường chia phần ăn riêng lẻ cho mỗi người. Một số món ngon của Trùng Khánh là:
- Lẩu - cách nấu nướng đặc biệt của Trùng Khánh. Bàn trong một nhà hàng lẩu thướng có một nồi ở giữa, các loại thực phẩm sẽ được làm chín theo ý thích của khách hàng trong một nước sốt cay. Ngoài thịt bò, thịt lợn, hay các loại rau, nguyên liệu của món này cũng thường bao gồm cả thận và não của lợn, ruột vịt, dạ dày bò.[116]
- Món cá Giang Đoàn - do Trùng Khánh nằm ven sông Gia Lăng, người ta có thể dễ dàng có cơ hội thưởng thức các loại thủy sản ở nơi đây. Trong số đó, có một loại cá địa phương gọi là cá Giang Đoàn, hay còn có biệt danh là "cá đầu lớn". Danh pháp của "cá Giang Đoàn" là Hypophthalmichthys nobilis[117], tên thông dụng trong tiếng Việt của loài này là cá mè hoa. Người ta thường hấp hoặc nướng loài cá này.[118]
- Chân lợn nấu với kẹo đá - Một món ăn thông dụng tại gia đình của người Trùng Khánh, khi hoàn tất, món ăn này sẽ có màu đỏ và vị dịu, được mô tả là có dư vị của sự mạnh mẽ và sự ngọt ngào.
- Thiên chương (千张), một loại kem hình thành khi hớt váng sữa đậu nành. Để làm được món ăn này phải tuân theo các bước cẩn thận. Món này được mô tả là mềm, có mùi thơm và ngọt.[119]

## Các trường đại học
- Đại học Trùng Khánh (重庆大学)
- Đại học Tây Nam (西南大学)

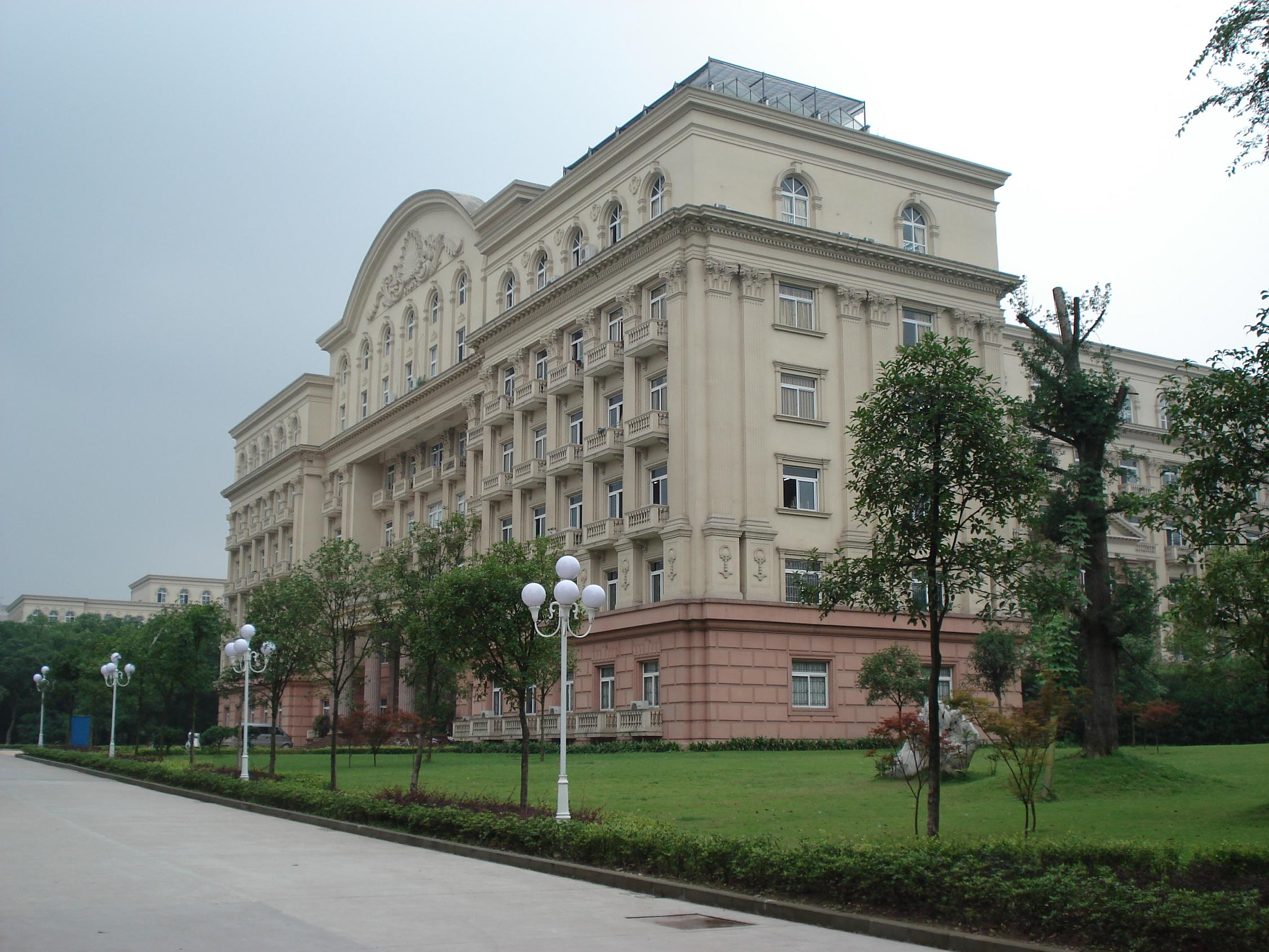
Đại học Tây Nam

- Đại học Chính trị-Pháp luật Tây Nam (西南政法大学)
- Đại học Công thương Trùng Khánh (重庆工商大学)
- Đại học Giao thông Trùng Khánh (重庆交通大学)
- Đại học Bưu điện Trùng Khánh (重庆邮电大学)
- Đại học Sư phạm Trùng Khánh (重庆师范大学)
- Đại học Y khoa Trùng Khánh (重庆医科大学)
- Đại học Khoa học-Công nghệ Trùng Khánh (重庆理工大学)
- Đại học Ngoại ngữ Tứ Xuyên (四川外国语大学)
- Học viện Mỹ thuật Tứ Xuyên (四川美术学院)
- Đại học Sư phạm Trùng Khánh 2 (重庆第二师范学院)
- Học viện Khoa học-Kỹ thuật Trùng Khánh (重庆科技学院)
- Học viện Khoa học Xã hội Trùng Khánh (重庆文理学院)
- Học viện Tam Hiệp Trùng Khánh (重庆三峡学院)
- Học viện Cảnh sát Trùng Khánh (重庆警察学院)
- Học viện Sư phạm Trường Giang (长江师范学院)

## Người nổi tiếng
Một số người nổi tiếng quê ở Trùng Khánh:
1. Tiêu Chiến
2. Chu Chí Hâm
3. Tả Hàng
4. Dư Vũ Hàm
5. Mục Chỉ Thừa
6. Trương Tuấn Hào
7. Vương Tuấn Khải
8. Vương Nguyên
9. Lưu Diệu Văn
10. Ngao Thụy Bằng
11. Ngao Tử Dật
12. Trương Chân Nguyên
13. Tôn Diệc Hàng
14. Lâm Mặc
15. Trần Khôn
16. La Nhất Châu
17. Nhậm Dận Bồng
18. Hoàng Tuấn Tiệp
19. Phùng Đề Mạc